# Historial de versions de Windows 10
Windows 10 és un sistema operatiu desenvolupat per Microsoft. Microsoft descriu a Windows 10 com un 'sistema operatiu com a servei' això seria rebre actualitzacions contínues a les seves característiques i funcionalitats, augmentada amb la capacitat per a entorns empresarials per rebre actualitzacions no crítiques a un ritme més lent, o utilitzar les fites de suport a llarg termini que només rebran les actualitzacions crítiques, com ara els problemes de seguretat, durant la seva vida útil de cinc anys de suport estàndard. Terry Myerson, vicepresident executiu de Microsoft Windows i Divisió de Dispositius, va argumentar que l'objectiu d'aquest model és reduir la Fragmentació a través de la plataforma Windows.

## Canals
| Versions actuals de Windows 10                                                         |             |                      |            |                    |                                      |                                      |                                      |                                      |
| Versió                                                                                 | Nom en clau | Nom de màrqueting    | Compilació | Data de llançament | Suport (i estat de suport per color) | Suport (i estat de suport per color) | Suport (i estat de suport per color) | Suport (i estat de suport per color) |
| Versió                                                                                 | Nom en clau | Nom de màrqueting    | Compilació | Data de llançament | Home Pro                             | Enterprise Education                 | LTSC                                 | Mobile                               |
| 1507                                                                                   | Threshold 1 | N/D                  | 10240      | 29 juliol 2015     | 9 maig 2017                          | 9 maig 2017                          | 14 octubre 2025                      | N/D                                  |
| 1511                                                                                   | Threshold 2 | November Update      | 10586      | 10 novembre 2015   | 10 octubre 2017                      | 10 octubre 2017                      | N/D                                  | 9 gener 2018                         |
| 1607                                                                                   | Redstone 1  | Anniversary Update   | 14393      | 2 agost 2016       | 10 abril 2018                        | 9 abril 2019                         | 13 octubre 2026                      | 9 octubre 2018                       |
| 1703                                                                                   | Redstone 2  | Creators Update      | 15063      | 5 abril 2017       | 9 octubre 2018                       | 8 octubre 2019                       | N/D                                  | 11 juny 2019                         |
| 1709                                                                                   | Redstone 3  | Fall Creators Update | 16299      | 17 octubre 2017    | 9 abril 2019                         | 13 octubre 2020                      | N/D                                  | 14 gener 2020                        |
| 1803                                                                                   | Redstone 4  | April 2018 Update    | 17134      | 30 abril 2018      | 12 novembre 2019                     | 10 novembre 2020                     | N/D                                  | N/D                                  |
| 1809                                                                                   | Redstone 5  | October 2018 Update  | 17763      | 13 novembre 2018   | 10 novembre 2020                     | 11 maig 2021                         | 9 gener 2029                         | N/D                                  |
| 1903                                                                                   | 19H1        | May 2019 Update      | 18362      | 21 maig 2019       | 8 desembre 2020                      | 8 desembre 2020                      | N/D                                  | N/D                                  |
| 1909                                                                                   | 19H2        | November 2019 Update | 18363      | 12 novembre 2019   | 11 maig 2021                         | 10 maig 2022                         | N/D                                  | N/D                                  |
| 2004                                                                                   | 20H1        | May 2020 Update      | 19041      | 27 maig 2020       | 14 desembre 2021                     | 14 desembre 2021                     | N/D                                  | N/D                                  |
| 20H2                                                                                   | 20H2        | October 2020 Update  | 19042      | 20 octubre 2020    | 10 maig 2022                         | 9 maig 2023                          | N/D                                  | N/D                                  |
| 21H1                                                                                   | 21H1        | May 2021 Update      | 19043      | 18 maig 2020       | 13 desembre 2022                     | 13 desembre 2022                     | N/D                                  | N/D                                  |
| Llegenda:Versió antigaVersió antiga, amb suportDarrera versióDarrera versió preliminar |             |                      |            |                    |                                      |                                      | N/D                                  | N/D                                  |

Les compilacions prèvies de Windows 10 Insider són llançades per als Insider en tres diferents canals. Els Insiders del canal de desenvolupament, anteriorment anell ràpid, rep actualitzacions prèvies que el canal beta, anteriorment anell lent, però pot experimentar més errors i altres problemes. Els Insider del canal de vista prèvia de la versió, anteriorment anell de vista prèvia de la versió, només rep actualitzacions que estarà disponibles al públic general, però molt més estables que les anteriors.

## Historial a la versió de PC

### Versió 1507
La versió 1507 de Windows 10, amb el nom en clau Threshold 1, és la primera versió de Windows 10. Porta el número de la compilació 10.0.10240; mentre que Microsoft ha declarat que no hi ha cap designació de compilació de disponibilitat general (RTM) de Windows 10, 10240 ha estat descrita com una compilació RTM per diversos mitjans de comunicació. Microsoft ha denominat retroactivament "versió 1507" per les seves convencions de nomenclatura per a futurs llançaments estables del sistema operatiu. El llançament final es va posar a disposició dels Windows Insiders el 15 de juliol de 2015, seguit d'un comunicat públic el 29 de juliol de 2015. El suport de la versió 1507 va finalitzar el 9 de maig de 2017 per a dispositius de la Branca Actual i la Branca Actual per a Empreses, però, els dispositius configurats per rebre actualitzacions de la Branca Actual i la Branca Actual per a Empreses van continuar rebent actualitzacions fins al 27 de juny de 2018.
| Versions de vista prèvia de la versió de Windows 10: Threshold 1 | Versions de vista prèvia de la versió de Windows 10: Threshold 1 | Versions de vista prèvia de la versió de Windows 10: Threshold 1 |
| ---------------------------------------------------------------- | ---------------------------------------------------------------- | --- |
| Llegenda:Versió antiga                                           |                                                                  | |
| Versió                                                           | Data(es) de llançament                                           | Destacats |
| 6.4.9841                                                         | 1 octubre 2014                                                   | Aquesta és la primera versió pública de visualització prèvia de Microsoft Windows 10. Introdueix un menú d'inici híbrid que combina les funcionalitat de Windows 7 i Windows 8.1. En aquesta compilació, les aplicacions "estil Metro", els predecessors directes a les aplicacions UWP, es poden executar en finestres flotants. Es fan millores per a la gestió de finestres amb la introducció de la Vista de tasques que inclou escriptoris virtuals. Altres millores en aquesta àrea inclouen l'expansió de la característica de captura de finestres que permet que les aplicacions s'incloguin en quatre cantonades amb la funció de "Assistència ràpida" que suggereixen que altres finestres s'aproximin quan els usuaris facin una finestra. La consola de línia d'ordres de Windows s'actualitza amb aquesta compilació amb noves funcions, que permeten als usuaris tallar, copiar i enganxar textos amb les dreceres de teclat estàndard, la possibilitat de visualitzar la consola a pantalla completa en qualsevol resolució i opcions de transparència. |
| 6.4.9860                                                         | 21 octubre 2014                                                  | La segona versió pública de visualització prèvia de Windows 10 introdueix el Centre d'Accions, que va debutar a Windows Phone 8.1. |
| 6.4.9879                                                         | Anell ràpid: 12 novembre 2014 Anell lent: 25 novembre 2014       | Aquesta és la darrera compilació pública de visualització prèvia en tenir el número de versió de 6.4. Aquesta compilació va provocar un dels canvis més polèmics del sistema operatiu eliminant els "Fitxers intel·ligents" de OneDrive que permetia als usuaris veure i treballar amb fitxers en OneDrive a través de l'Explorador de fitxers encara que no estiguessin sincronitzats amb el dispositiu. OneDrive ara utilitza la sincronització selectiva dels continguts locals amb el servei en el núvol. Altres canvis en la interfície d'usuari d'aquesta versió inclouen la possibilitat d'ocultar els botons "Vista de tasques" i "Cerca" de la barra de tasques, les animacions de minimitzar i restaurar han estat actualitzades, la icona de menú s'ha actualitzat per a les aplicacions "d'estil Metro" per una icona d'estil hamburguesa de 3 punts. També s'han afegit 3 nous gestos de dits per canviar a la vista de tasques i canviar d'escriptori virtual. Internet Explorer conté una vista prèvia del nou motor de representació EdgeHTML. Aquesta compilació proporciona suport natiu per a tipus d'arxius Matroska. També aporta compressió del sistema operatiu a través de la utilitat Neteja de disc. |
| 10.0.9926                                                        | Anell ràpid: 23 gener 2015 Anell lent: 23 gener 2015             | Aquesta compilació es va publicar després de l'esdeveniment Windows 10 de Microsoft Windows, on va mostrar el seu proper full de ruta per al sistema operatiu i va introduir nou maquinari, incloses les Hololens i la Surface Hub. Aquesta compilació aporta un menú d'inici nou incorporat a sobre de les API UWP. Reemplaça el menú Inici i la pantalla d'inici, construït sobre l'herència DirectUI usat en anteriors versions i versions de Windows. S'afegeix un botó de pantalla completa al nou menú d'inici, permetent que l'usuari canviï l'experiència de la pantalla completa sense haver d'anar a l'aplicació Configuració, tancar sessió i tornar a iniciar sessió, tal com es requeria en versions anteriors. Aquesta compilació és la primera compilació en introduir aplicacions Universal Windows Platform (UWP). Introdueix la versió beta de la botiga de Windows construïda amb les API d'UWP. També debuta la nova aplicació de Xbox, que Microsoft va anunciar que seria utilitzada per transmetre jocs de Xbox One directament al PC. Apareix una nova aplicació d'alarma i inclou un rellotge mundial, temporitzador i per parar el rellotge< Un nova aplicació UWP de Calculadora que reemplaça la calculadora tradicional en Win32. L'aplicació de Mapes amb la integració de Cortana i la capacitat de guardar mapes per a ús fora de línia S'introdueix una nova aplicació Fotos amb contingut agregat i millores automàtiques. Cortana es presenta per primera vegada al PC, amb suport per l'anglès dels Estats Units. Hi ha altres canvis d'interfície d'usuari amb aquesta compilació, inclosos els marcs de finestres reconfigurats i el suport per a nous idiomes. L'aplicació Configuració s'actualitza amb un disseny nou La barra de tasques es restablirà amb una nova aparença opaca, petites icones d'aplicació i subratllades per denotar aplicacions actives. El Centre d'acció es redisenya i inclou botons d'acció ràpids. El botó de cerca a la barra de tasques canvia per defecte a un quadre de cerca. La opció per triar la carpeta predeterminada quan s'obre l'Explorador de fitxers s'afegeix amb aquesta compilació. Una versió anticipada de DirectX 12 també està inclòs. |
| 10.0.10041                                                       | Anell ràpid: 18 març 2015 Anell lent: 24 març 2015               | Aquesta compilació aporta el suport de Cortana a la Xina, França, Alemanya, Itàlia, Espanya i Regne Unit. Les actualitzacions d'aplicacions per a aquesta compilació inclouen l'Insider Hub, Fotos i Feedback de Windows. Els canvis de la interfície d'usuari inclouen l'addició de connexions de xarxa fly-out que es poden invocar des de la barra de tasques, les optimitzacions de llenç de l'entrada d'escriptura a mà per a les entrades de text curtes, els canvis de la pantalla de bloqueig amb els fons de "saber" per ajudar els usuaris amb Windows 10. El botó d'inici és més petit i té una nova animació de desplaçament. També hi ha canvis funcionals i l'addició de transparència al menú Inici. Les aplicacions obertes ja no apareixen a la barra de tasques en tots els escriptoris virtuals de manera predeterminada i es poden moure a sobre dels escriptoris. Aquesta compilació també afegeix la possibilitat de desbloquejar dispositius amb Windows Hello, però requereix que els fabricants implementin una càmera amb aquestes funcions. Imprimeix a PDF també s'afegeix. |
| 10.0.10049                                                       | Anell ràpid: 30 març 2015                                        | Aquesta compilació mostra la visualització prèvia pública del navegador web Microsoft Edge. Alarmes i rellotges, calculadora i la gravadora de veu s'han actualitzat amb noves interfícies. També s'afegeix la inscripció a Bio, encara que el seu propòsit encara no es coneix i l'aplicació no és accessible. |
| 10.0.10061                                                       | Anell ràpid: 22 abril 2015                                       | Aquesta compilació inclou diverses aplicacions noves, així com millores a les aplicacions UWP existents. Correu, Calendari, Temps MSN, Borsa MSN, i altres aplicacions s'han actualitzat amb noves interfícies i un rendiment millorat. Les versions de vista preliminar de les aplicacions de música i vídeo s'inclouen juntament amb les seves contraparts de Windows 8. La col·lecció de Microsoft Solitaire ara s'inclou amb el sistema operatiu Aquesta compilació també comporta diversos canvis a la interfície d'usuari. Ara hi ha un nou tema del sistema negre al menú Inici, barra de tasques i Centre d'accions. Ara hi ha transparències al menú Inici, la barra de tasques, el Centre d'accions i les finestres de vista prèvia, amb opcions per activar-les o desactivar-les. El menú Inici ara es pot canviar de mida. Els paràmetres visuals s'han refinat per a les icones d'escriptori, els botons de tancament i les miniatures. El mode de la tauleta és millorat, de manera que entrar en el mode tauleta ara provoca que els botons d'inici, Cortana i la Vista de tasques creixin per ser més fàcil de tocar. També hi ha una nova configuració per arrencar directament al mode tauleta. Per a tauletes de menys de 10 polzades, aquest és el comportament predeterminat. Microsoft Edge ha rebut millores, de manera que fer doble clic a la barra de títol ara maximitza l'aplicació. |
| 10.0.10074 <                                                     | Anell ràpid: 29 abril 2015 Anell lent: 29 abril 2015             | Alliberat al costat de la conferència Microsoft Build 2015, aquesta versió introdueix nous sons predeterminats del sistema de Windows. La interfície d'usuari de Cortana es millora significativament; ara està més integrat sense problemes amb el menú d'inici. Es realitzen millores per a les rajoles en viu, incloses les noves animacions i s'afegeix l'opció de desactivar una rajola en viu. La interfície d'usuari del menú d'inici s'ha refinat encara més. A través de proves A/B, es selecciona que els usuaris es triïn per experimentar un menú d'inici translúcid amb fons borrós. S'ha millorat l'aplicació de configuració, inclosa l'addició de la personalització de l'escriptori a l'aplicació. |
| 10.0.10122                                                       | Anell ràpid: 20 maig 2015                                        | Els canvis a la interfície d'usuari d'escriptori s'inclouen amb aquesta compilació. Les icones de l'Explorador de fitxers i de configuració del menú Inici es mouen a la part inferior, a prop de l'opció d'apagada. La possibilitat d'alternar entre el menú Inici i la pantalla d'inici es va traslladar a la nova pàgina de Configuració d'inici a Configuració de personalització. S'ha actualitzat Contactes, El temps de MSN, Borsa MSN, l'Insider Hub i altres aplicacions amb noves interfícies i un rendiment millorat de Microsoft Edge ha rebut la pàgina de nova pestanya. Aquesta compilació també comporta canvis a la manera com Windows 10 controla les aplicacions predeterminades. Ara, les aplicacions no poden modificar les aplicacions predeterminades; només l'usuari final pot fer-ho des de l'aplicació Configuració. Si una aplicació intenta canviar els valors predeterminats, l'usuari simplement rebrà un missatge que descrigui com canviar manualment les aplicacions predeterminades. |
| 10.0.10130                                                       | Anell ràpid: 29 maig 2015 Anell lent: 12 juny 2015               | Aquesta compilació aporta diverses millores visuals. Els usuaris ara poden personalitzar l'experiència d'inici obrir l'aplicació Configuració > Personalització > Inici. Aquí hi ha una nova icona al llarg del sistema operatiu. Les llistes de salt de la barra de tasques i el menú Inici, introduïdes per primera vegada a Windows 7, es reconstrueixen utilitzant les API UWP. Es fan millores addicionals al mode de la tauleta, la reproducció de vídeo amb l'aplicació Pel·lícules i TV, i Microsoft Edge (encara anomenat Project Spartan en aquesta versió). Aquesta compilació també afegeix la possibilitat d'imprimir de manera nativa en PDF. A partir d'aquesta compilació, el reconeixement de veu de Cortana es pot utilitzar utilitzant Win+C. |
| 10.0.10158                                                       | Anell ràpid: 29 juny 2015                                        | Aquesta compilació aporta millores i millores de UX, actualitzacions a Cortana i la seva integració amb aplicacions i serveis. Aquesta versió també inclou actualitzacions d'aplicacions, incloses les actualitzacions de l'aplicació de Fotos i l'aplicació Retalls que permet retallar les captures de pantalla després d'un temporitzador definit per l'usuari. A partir d'aquesta compilació, l'aplicació Insider Hub ja no està instal·lada de manera predeterminada, però es pot tornar a instal·lar des de l'aplicació Configuració. L'aplicació legada de visualitzador de fotografies de Windows ja no té diverses associacions de format d'imatge al registre a favor de l'aplicació Fotos. Microsoft Edge també ha rebut millores importants en aquesta versió. El navegador ja no es refereix a si mateix com "Project Spartan"; en canvi, té el nom "Edge". Les actualitzacions del navegador inclouen un botó d'inici de la barra d'eines opcional, la possibilitat d'importar adreces d'interès d'altres navegadors, el tema fosc, la possibilitat d'arrossegar i deixar anar pestanyes a una altra finestra de Microsoft Edge i omplir automàticament els camps de formularis i contrasenyes. L'usuari també pot configurar quina pàgina apareixerà Microsoft Edge després de l'inici i si voleu mostrar els llocs superiors i/o el contingut de notícies afegits després d'obrir una nova pestanya. Microsoft Edge ara també pot continuar reproduint àudio i vídeo fins i tot quan l'aplicació es minimitza. |
| 10.0.10159                                                       | Anell ràpid: 30 juny 2015                                        | Aquesta compilació inclou un nou fons d'escriptori predeterminat d'escriptori, anomenat "imatge hero" de Microsoft, que s'inclouria a l'alliberament públic de Windows 10. La pantalla de bloqueig també s'actualitza per mostrar una versió modificada del fons de pantalla per defecte a la pàgina on la l'usuari introdueix les seves credencials d'inici de sessió. |
| 10.0.10162                                                       | Anell ràpid: 2 juliol 2015 Anell lent: 6 juliol 2015             | Aquesta compilació afegeix una ajuda emergent sobre com utilitzar el mode de tauleta. |
| 10.0.10166                                                       | Anell ràpid: 9 juliol 2015                                       | La compilació preliminar final d'aquesta branca afegeix la possibilitat de comprar connexions Wi-Fi a través de la botiga de Windows. En aquest moment, aquesta funció només estava disponible a Seattle, WA. |
| Versió                                                           | Data(es) de llançament                                           | Destacats |

| Versions públiques de la versió 1507 de Windows 10 | Versions públiques de la versió 1507 de Windows 10 | Versions públiques de la versió 1507 de Windows 10    | Versions públiques de la versió 1507 de Windows 10 |
| -------------------------------------------------- | -------------------------------------------------- | ----------------------------------------------------- | --- |
| Llegenda:Versió antigaVersió antiga, amb suport    |                                                    |                                                       | |
| Versió                                             | Codi de l'actualització                            | Data(es) de llançament                                | Destacats |
| 10.0.10240.16384 Versió 1507                       | KB3074661                                          | Anell ràpid i lent: 15 juliol 2015                    | Aquest és la primera compilació de disponibilitat general (RTM) de Windows 10. Es va alliberar els fabricants de dispositius perquè es precàrreguin als seus dispositius. Aquesta és també la compilació que es venia a les botigues minoristes amb un suport d'instal·lació USB per als clients que volen comprar el sistema operatiu com un producte minorista autònom. |
| 10.0.10240.16389                                   | KB3074663                                          | Anell ràpid i lent: 15 juliol 2015                    | |
| 10.0.10240.16391                                   | KB3074665                                          | Anell ràpid i lent: 17 juliol 2015                    | |
| 10.0.10240.16393                                   | KB3074669                                          | Anell ràpid i lent: 20 juliol 2015                    | |
| 10.0.10240.16394                                   | KB3074674                                          | Anell ràpid i lent: 21 juliol 2015                    | |
| 10.0.10240.16397                                   | KB3074680                                          | Anell ràpid i lent: 24 juliol 2015                    | |
| 10.0.10240.16399                                   | KB3074681                                          | Anell ràpid i lent: 25 juliol 2015                    | |
| 10.0.10240.16405                                   | KB3074683                                          | Anell ràpid, lent i llançament públic: 29 juliol 2015 | Comunament coneguda com a "pedaç del dia u", aquesta és la primera compilació de disponibilitat general. És l'actualització que els usuaris reben quan actualitzaven a Windows 10 a través de l'oferta d'actualització gratuïta o després de consultar actualitzacions a les PC precarregades amb Windows 10.                                                             |
| 10.0.10240.16413                                   | KB3081424                                          | Anell ràpid, lent i llançament públic: 5 agost 2015   | |
| 10.0.10240.16430                                   | KB3081436                                          | Anell ràpid, lent i llançament públic: 11 agost 2015  | |
| 10.0.10240.16433                                   | KB3081438                                          | Anell ràpid, lent i llançament públic: 14 agost 2015  | |
| 10.0.10240.16445                                   | KB3081444                                          | Anell lent i llançament públic: 18 agost 2015         | |
| 10.0.10240.16463                                   | KB3081448                                          | Anell lent i llançament públic: 27 agost 2015         | |
| 10.0.10240.16487                                   | KB3081455                                          | Anell lent i llançament públic: 8 setembre 2015       | |
| 10.0.10240.16520                                   | KB3093266                                          | Anell lent i llançament públic: 30 setembre 2015      | Aquesta actualització acumulativa de Windows 10 afegeix una nova funcionalitat a Microsoft Edge. Per a llocs web que mostren quadres de diàleg diverses vegades, Microsoft Edge ara proporciona una casella de selecció al quadre de diàleg per evitar que apareguin més quadres de diàleg.                                                                               |
| 10.0.10240.16549                                   | KB3097617                                          | Anell lent i llançament públic: 13 octubre 2015       | |
| 10.0.10240.16566                                   | KB3105210                                          | Llançament públic: 27 octubre 2015                    | |
| 10.0.10240.16590                                   | KB3105213                                          | Llançament públic: 10 novembre 2015                   | |
| 10.0.10240.16601                                   | KB3116869                                          | Llançament públic: 8 desembre 2015                    | |
| 10.0.10240.16644                                   | KB3124266                                          | Llançament públic: 12 gener 2016                      | |
| 10.0.10240.16683                                   | KB3135174                                          | Llançament públic: 9 febrer 2016                      | |
| 10.0.10240.16725                                   | KB3140745                                          | Llançament públic: 8 març 2016                        | |
| 10.0.10240.16769                                   | KB3147461                                          | Llançament públic: 12 abril 2016                      | |
| 10.0.10240.16854                                   | KB3156387                                          | Llançament públic: 10 maig 2016                       | |
| 10.0.10240.16942                                   | KB3163017                                          | Llançament públic: 14 juny 2016                       | |
| 10.0.10240.17024                                   | KB3163912                                          | Llançament públic: 12 juliol 2016                     | |
| 10.0.10240.17071                                   | KB3176492                                          | Llançament públic: 9 agost 2016                       | |
| 10.0.10240.17113                                   | KB3185611                                          | Llançament públic: 13 setembre 2016                   | |
| 10.0.10240.17146                                   | KB3192440                                          | Llançament públic: 11 octubre 2016                    | |
| 10.0.10240.17190                                   | KB3198585                                          | Llançament públic: 8 novembre 2016                    | |
| 10.0.10240.17202                                   | KB3205383                                          | Llançament públic: 13 desembre 2016                   | |
| 10.0.10240.17236                                   | KB3210720                                          | Llançament públic: 10 gener 2017                      | |
| 10.0.10240.17319                                   | KB4012606                                          | Llançament públic: 14 març 2017                       | |
| 10.0.10240.17320                                   | KB4016637                                          | Llançament públic: 22 març 2017                       | |
| 10.0.10240.17354                                   | KB4015221                                          | Llançament públic: 11 abril 2017                      | |
| 10.0.10240.17394                                   | KB4019474                                          | Llançament públic: 9 maig 2017                        | |
| 10.0.10240.17443                                   | KB4022727                                          | Llançament públic: 13 juny 2017                       | |
| 10.0.10240.17446                                   | KB4032695                                          | Llançament públic: 27 juny 2017                       | |
| 10.0.10240.17488                                   | KB4025338                                          | Llançament públic: 11 juliol 2017                     | |
| 10.0.10240.17533                                   | KB4034668                                          | Llançament públic: 8 agost 2017                       | |
| 10.0.10240.17609                                   | KB4038781                                          | Llançament públic: 12 setembre 2017                   | |
| 10.0.10240.17643                                   | KB4042895                                          | Llançament públic: 10 octubre 2017                    | |
| 10.0.10240.17673                                   | KB4048956                                          | Llançament públic: 14 novembre 2017                   | |
| 10.0.10240.17709                                   | KB4053581                                          | Llançament públic: 12 desembre 2017                   | |
| 10.0.10240.17738                                   | KB4056893                                          | Llançament públic: 3 gener 2018                       | |
| 10.0.10240.17741                                   | KB4075199                                          | Llançament públic: 18 gener 2018                      | |
| 10.0.10240.17741                                   | KB4077735                                          | Llançament públic: 31 gener 2018                      | |
| 10.0.10240.17770                                   | KB4074596                                          | Llançament públic: 13 desembre 2018                   | |
| 10.0.10240.17797                                   | KB4088786                                          | Llançament públic: 13 març 2018                       | |
| 10.0.10240.17831                                   | KB4093111                                          | Llançament públic: 10 abril 2018                      | |
| 10.0.10240.17861                                   | KB4103716                                          | Llançament públic: 8 maig 2018                        | |
| 10.0.10240.17861                                   | KB4284860                                          | Llançament públic: 12 de juny de 2018                 | |
| 10.0.10240.17914                                   | KB4338829                                          | Llançament públic: 10 de juliol de 2018               | |
| 10.0.10240.17946                                   | KB4343892                                          | Llançament públic: 14 d'agost de 2018                 | |
| 10.0.10240.17976                                   | KB4457132                                          | Llançament públic: 11 de setembre de 2018             | |
| 10.0.10240.18005                                   | KB4462922                                          | Llançament públic: 9 d'octubre de 2018                | |
| 10.0.10240.18036                                   | KB4467680                                          | Llançament públic: 13 de novembre de 2018             | |
| 10.0.10240.18063                                   | KB4471323                                          | Llançament públic: 11 de desembre de 2018             | |
| 10.0.10240.18064                                   | KB4483228                                          | Llançament públic: 19 de desembre de 2018             | |
| 10.0.10240.18094                                   | KB4480962                                          | Llançament públic: 8 de gener de 2019                 | |
| 10.0.10240.18132                                   | KB4487018                                          | Llançament públic: 12 de febrer de 2019               | |
| 10.0.10240.18135                                   | KB4491101                                          | Llançament públic: 21 de febrer de 2019               | |
| 10.0.10240.18158                                   | KB4489872                                          | Llançament públic: 12 de març del 2019                | |
| 10.0.10240.18186                                   | KB4493475                                          | Llançament públic: 9 d'abril de 2019                  | |
| 10.0.10240.18187                                   | KB4498375                                          | Llançament públic: 25 d'abril de 2019                 | |
| 10.0.10240.18215                                   | KB4499154                                          | Llançament públic: 14 de maig de 2019                 | |
| 10.0.10240.18218                                   | KB4505051                                          | Llançament públic: 19 de maig de 2019                 | |
| 10.0.10240.18244                                   | KB4503291                                          | Llançament públic: 11 de juny de 2019                 | |
| 10.0.10240.18275                                   | KB4507458                                          | Llançament públic: 9 de juliol de 2019                | |
| 10.0.10240.18305                                   | KB4512497                                          | Llançament públic: 13 d'agost de 2019                 | |
| 10.0.10240.18308                                   | KB4517276                                          | Llançament públic: 17 d'agost de 2019                 | |
| 10.0.10240.18333                                   | KB4516070                                          | Llançament públic: 10 de setembre de 2019             | |
| 10.0.10240.18334                                   | KB4522009                                          | Llançament públic: 23 de setembre de 2019             | |
| 10.0.10240.18335                                   | KB4524153                                          | Llançament públic: 3 d'octubre de 2019                | |
| 10.0.10240.18368                                   | KB4520011                                          | Llançament públic: 8 d'octubre de 2019                | |
| 10.0.10240.18395                                   | KB4525232                                          | Llançament públic: 12 de novembre de 2019             | |
| 10.0.10240.18427                                   | KB4530681                                          | Llançament públic: 10 de desembre de 2019             | |
| 10.0.10240.18453                                   | KB4534306                                          | Llançament públic: 14 de gener de 2020                | |
| 10.0.10240.18486                                   | KB4537776                                          | Llançament públic: 11 de febrer de 2020               | |
| 10.0.10240.18519                                   | KB4540693                                          | Llançament públic: 10 de març del 2020                | |
| 10.0.10240.18545                                   | KB4550930                                          | Llançament públic: 14 d'abril de 2020                 | |
| Versió                                             | Codi de l'actualització                            | Data(es) de llançament                                | Destacats |

### Versió 1511 (November Update)
Windows 10 November Update, o Windows 10 Versió 1511, amb nom en clau "Threshold 2", és la primera gran actualització de Windows 10. Porta el número de compilació 10.0.10586 i la versió 1511, fent referència a la seva data de llançament, Novembre de 2015. La primera compilació Insider Preview va ser llençada el 18 d'agost del 2015. La versió final va ser posada a disposició dels Windows Insiders el 3 de novembre de 2015, seguit d'un alliberament públic el 12 de novembre de 2015 per als usuaris de Windows 10 existents, i com una actualització gratuïta de Windows 7 i Windows 8.1. A diferència de la versió inicial de Windows, aquesta branca també es va posar a disposició existent dels dispositius de Windows Phone 8.1 i Xbox One i com una versió preliminar de Windows Server 2016, i va ser pre-instal·lat en nous dispositius Windows 10 Mobile com el Microsoft Lumia 950. L'alliberament de Threshold 2 de Windows 10 és compatible per als usuaris de la branca actual (CB) i la branca actual per als negocis (CBB).
| Llegenda: | Versió antiga | Versió antiga, amb suport | Versió actual | Darrera versió preliminar | Proper llançament |

| Versions Insider Preview de Windows 10: Threshold 2 | Versions Insider Preview de Windows 10: Threshold 2            | Versions Insider Preview de Windows 10: Threshold 2 |
| Versions Branca                                     | Dates de llançament                                            | Relacionat |
| --------------------------------------------------- | -------------------------------------------------------------- | --- |
| 10.0.10525                                          | Anell ràpid: 18 d'Agost, 2015                                  | - Compressió de pàgines de memòria no utilitzats. - Actualitzada la personalització de colors per a l'Inici, el Centre d'Acció, la barra de tasques, i les barres de títol |
| 10.0.10532                                          | Anell ràpid: 27 d'Agost, 2015                                  | - Millora del menús contextuals consistents - L'aplicació de Windows Feedback ara permet compartir comentaris - Noves característiques (per exemple pany punter, maneres de fusió del llenç, elements <meter>, etc.) en Microsoft Edge - Cortana afegeix suport com una descàrrega opcional per Austràlia, Canadà i Japó, així com una versió primerenca de l'Índia |
| 10.0.10547                                          | Anell ràpid: 18 de Septembre, 2015                             | Experiencia d'usuari general - Ara es pot afegir una quarta columna per al menú Inici - L'ús de Cortana ja no requerir tot el compte que voleu convertir a utilitzar el compte de Microsoft - Millores amb trencar-aplicacions en mode Tablet - "Moltes actualitzacions d'aplicacions" - Afegida l'opció d'apagar la imatge de fons de Windows a la pantalla d'inici de sessió - Objecte API RTC ja està disponible a Microsoft Edge - El Centre d'Acció ja no s'encén quan no hi ha notificacions - Activada la capacitat de barrejar fons a l'atzar en lloc de l'ordre en què apareixen a la carpeta - Diverses correccions d'àudio - Nou editor de variables de l'entorn Errors reparats - Corregits molts errors del menú Inici - La cerca ha de treballar de forma més consistent ara - La icona de notificació per al Centre d'Acció ja no s'encén tot i que no hi ha noves notificacions - Corregit un problema pel qual el text traslladats a la bateria es van truncar en determinats idiomes - Diverses correccions d'àudio |
| 10.0.10565                                          | Anell ràpid: 12 d'Octubre, 2015 Anell lent: 16 d'Octubre, 2015 | Experiencia d'usuari general - S'activa la vista prèvia de les característiques de Skype a través de l'aplicació integrada de Windows - Ara es poden pre-visualitzar les pestanyes a Microsoft Edge col·locant el cursor sobre d'elles - Els elements de la llista de lectura i els preferits ara es sincronitzen en Microsoft Edge - Millora en els menús contextuals de l'Inici - Noves icones en els menús com el Gestor de dispositius - Windows 10 es pot activar quan l'actualització de Windows 7, 8 o 8.1 mitjançant l'ús de les seves respectives claus de producte o, alternativament, mitjançant una clau de l'esmentat producte durant o després d'una instal·lació neta - S'introdueix una nova configuració per les impressores per defecte de manera que la darrera impressora usada per l'usuari, amb una opció per desactivar la gestió automàtica de Windows de la impressora per defecte - Eliminada l'opció d'establir una impressora predeterminada en una ubicació de xarxa - Tots els menús de contextuals s'han reduït - Els contactes de l'aplicació Contactes ara es poden fixar al menú Inici - S'introdueix una versió primerenca de la virtualització niada - Cortana pot ara enviar missatges de text a través de l'escriptori, o notificar a l'usuari de les trucades perdudes - Les aplicacions ara es poden guardar en unitats separades Errors reparats - Els usuaris ja no han de veure un missatge d'advertència a l'aplicació de Configuració > Actualització i seguretat > Windows Update quan canviem la configuració de l'anell de compilacions en vista prèvia a menys que els ajustos de l'anell es canvien realment - La reproducció d'àudio de fons torna a funcionar quan es minimitzen aplicacions com Groove - Correcció del problema que al fer clic a les icones del sistema en l'àrea de notificació de forma ràpida es tradueix en el shell de Windows i es bloqueja el llançament de certs menús laterals - Certes aplicacions no van aparèixer dues vegades més quan està clavat a la barra de tasques - La icones d'ocultació de l'escriptori mitjançant el menú contextual a l'escriptori ara funciona - Les aplicacions de la Windows Store no s'actualitzaven automàticament |
| 10.0.10576                                          | Anell ràpid: 29 d'Octubre, 2015                                | - Afegida l'opció de enviar contingut multimedia en Microsoft Edge, excepte contingut protegit - La cerca amb Cortana ara funciona dins de PDF a Microsoft Edge Errors reparats - Correcció del problema pel qual l'aplicació de Xbox per Windows 10 consumia gigabytes de memòria en el seu PC si vostè té jocs Win32 al vostre PC que han estat identificats com jocs o afegits pels usuaris a l'aplicació de Xbox - La caixa de cerca ara hauria de funcionar si ens trobem a una zona on no es disposa de Cortana. |

| Versió pública de Windows 10: Threshold 2 | Versió pública de Windows 10: Threshold 2                                                                  | Versió pública de Windows 10: Threshold 2 |
| Versions Branca                           | Dates de llançament                                                                                        | Relacionat |
| ----------------------------------------- | --- | --- |
| 10.0.10586.0 Version 1511                 | Anell ràpid: 5 de Novembre, 2015 Anell lent: 9 de Novembre, 2015 Llançament públic: 12 de Novembre, 2015   | 2ª compilació en disponibilitat general - Windows no han recorda el seu tipus d'inici de sessió anterior - Les aplicacions i jocs es descarreguen des de la botiga de Windows de forma més fiable - "Obtenir les dades interessants, consells, trucs, i molt més a la pantalla de bloqueig" i "mostrar ocasionalment suggeriments a l'Inici" afegides a l'edició Windows 10 Pro - S'utilitzen els algoritmes de xifrat XTS-AES per a BitLocker - Enhanced Credential Guard - Configuració \ Privacitat ara inclou Historial de trucades i Correu electrònic |
| 10.0.10586.3                              | Anell ràpid: 10 de Novembre, 2015 Anell lent: 10 de Novembre, 2015                                         | - Correcció d'errors i millores generals |
| 10.0.10586.11                             | Anell ràpid: 18 de Novembre, 2015 Anell lent: 18 de Novembre, 2015 Llançament públic: 18 de Novembre, 2015 | - Correcció d'errors i millores generals |
| 10.0.10586.14                             | Anell ràpid: 24 de Novembre, 2015 Anell lent: 24 de Novembre, 2015 Llançament públic: 24 de Novembre, 2015 | - Correcció d'errors i millores generals - Corregit un problema pel qual la configuració no pot portar més de l'hora aplicar l'actualització de novembre |
| 10.0.10586.17                             | Anell ràpid: 2 de Desembre, 2015 Anell lent: 2 de Desembre, 2015 Llançament públic: 2 de Desembre, 2015    | - Correcció d'errors i millores generals |
| 10.0.10586.29                             | Anell ràpid: 8 de Desembre, 2015 Anell lent: 8 de Desembre, 2015 Llançament públic: 8 de Desembre, 2015    | - Correcció d'errors i millores generals - Correcció per un problema de seguretat per al nucli de Windows, Windows RMCAST, carrega la biblioteca de Windows, components gràfics de Microsoft, VBScript, JScript, Microsoft Edge, i Internet Explorer |
| 10.0.10586.36                             | Anell ràpid: 17 de Desembre, 2015 Anell lent: 17 de Desembre, 2015 Llançament públic: 17 de Desembre, 2015 | - Correcció d'errors i millores generals |
| 10.0.10586.63                             | Anell ràpid: 12 de Gener, 2016 Anell lent: 12 de Gener, 2016                                               | - Correcció d'errors i millores generals - Correcció per un problema de seguretat per al nucli de Windows, càrrega múltiple de DLL, munt de DirectShow, escriptori remot de Windows, els controladors en mode nucli de Windows, Internet Explorer, Microsoft Edge, i els bits d'interrupció d'ActiveX |
| 10.0.10586.71                             | Anell lent: 27 de Gener, 2016 Llançament públic: 27 de Gener, 2016                                         | - Correcció d'errors i millores generals |
| 10.0.10586.104                            | Anell lent: 9 de Febrer, 2016 Llançament públic: 9 de Febrer, 2016                                         | Errors reparats - Solucions d'errors generals per a la UX de Windows, Windows 10 mòbil, IE 11, Microsoft Edge, i la barra de tasques - Solucions addicionals d'errors per problemes amb l'autenticació, la instal·lació d'actualitzacions, la instal·lació del sistema operatiu - Corregit un problema problema pel qual Microsoft Edge podria emmagatzemar en memòria cau les adreces URL en la manera InPrivate - Corregit un problema problema que impedia la instal·lació simultània d'actualitzacions i aplicacions de Windows des de la Windows Store - Corregit el problema amb l'aplicació Groove Music a Windows 10 Mobile que retarda la disponibilitat de cançons que van ser afegides - Correcció per un problema de seguretat per fer front a l'execució remota de codi en els sistemes de destinació, en l'IE 11, i en Microsoft Edge - Correcció per un problema de seguretat per al nucli de Windows, .NET Framework, Windows Journal, Serveis de federació d'Active Directory, el servidor NPS Radius, els controladors en mode nucli i WebDAV |
| 10.0.10586.122                            | Anell lent: 2 de Març, 2016 Vista previa de llançament: 2 de Març, 2016 Llançament públic: 2 de Març, 2016 | Experiencia d'usuari general - Millores en la fiabilitat del sistema operatiu i la instal·lació d'actualització, posada en marxa, l'autenticació d'inici i apagat, i la represa de la hibernació - Altres millores de fiabilitat en el menú Inici, Windows Hello, emmagatzematge, modes de visualització, Miracast, AppLocker, detecció de xarxes i connectivitat, Internet Explorer 11, Microsoft Edge, i l'Explorador d'arxius - Millores de rendiment en la generació de miniatures de vídeo, Netlogon, Windows Store, i el consum d'energia durant l'espera - Millores en el suport de dispositius, incloent impressores, pantalles i rellotges intel·ligents - Millores de qualitat a les veus de Cortana - Millores de qualitat a les traduccions de moltes llengües dels quadres de diàleg d'Internet Explorer - Els valors per defecte de l'aplicació no es restableixen quan s'elimina o es fa malbé una cadena de registre, i la racionalització de les notificacions sobre la corrupció - Millorat del suport per a aplicacions, fonts, gràfics i visualització, mode avió, la directiva de grup, PowerShell MDM, Windows Journal, Microsoft Edge, impressió, visualització tàctil, les credencials d'itinerància, el botó de reinici, Windows UX, Transmissió de vídeo locals, qualitat d'àudio, l'informe d'errors, USMT, i la creació d'VHD Errors reparats - Corregit un problema en les qüestions que podrien causar que les aplicacions no poden iniciar, actualitzar o permetre compres incorporades a l'aplicació - Corregit un problema pel qual els favorits es perden després d'instal·lar una actualització                                                          |
| 10.0.10586.164                            | Anell lent: 8 de Març, 2016 Vista previa de llançament: 8 de Març, 2016 Llançament públic: 8 de Març, 2016 | Experiencia d'usuari general - Millorat el suport per Bluetooth, es poden portar llocs, i les aplicacions que accedeixen els contactes - Millores en la fiabilitat de la instal·lació d'aplicacions i Narrador - Millora del rendiment per a la hibernació, entrada de contingut en aplicacions, i la descàrrega i la instal·lació d'actualitzacions Errors reparats - Corregit el problema que no permetia l'entrada a una Xbox des d'un PC amb Windows 10 - Corregit problema de seguretat creat a l'intentar reproduir el contingut danyat - Corregit problema de seguretat que podria permetre l'execució remota de codi mentre es visualitza un PDF a Microsoft Edge - Corregit problema de seguretat addicionals amb .NET Framework, Internet Explorer 11, i la creació de xarxes - Correccions de seguretat per a Microsoft Edge, Internet Explorer 11, controlador d'emmagatzematge USB, els controladors en mode nucli, .NET Framework, fonts gràfiques, OLE, inici de sessió secundari, biblioteca PDF i Adobe Flash Player |
| 10.0.10586.218                            | Vista previa de llançament: 12 d'Abril, 2016 Llançament públic: 12 d'Abril, 2016                           | - Millores de fiabilitat per a Internet Explorer 11, .NET Framework, LAN sense fils, Microsoft Edge, Windows Update, inici de sessió, Bluetooth, connexió de xarxes, aplicacions de mapes, la reproducció de vídeo, Cortana, USB, l'Explorador de Windows, i el narrador - Millorada la capacitat de descobriment d'impressores quan un dispositiu es reprèn de suspensió Errors reparats - Corregit el problema amb la connectivitat dels dispositius USB fins al reinici del sistema operatiu - S'han corregit problemes amb la pantalla de bloqueig - Corregit el problema amb l'horari d'estiu - Corregits problemes addicionals amb retards d'apagat, Narrador, Cortana, la itinerància d'ús de dades, la compra d'aplicacions a la botiga, la reproducció de vídeo, reconeixement facial, l'aparellament Bluetooth, Microsoft Edge, inici de sessió, Internet Explorer 11, les actualitzacions Live Tile, NET Framework i Microsoft installer (MSI) - Corregit un problema de seguretat per CSRSS que s'ocupi de derivació de seguretat - Corregit un problema de seguretat per al protocol de seguretat del compte de Control Remot, HTTP.sys, inici de sessió secundari, components gràfics de Microsoft, .NET Framework, CSRSS, Microsoft Edge, i Internet Explorer 11 |
| 10.0.10586.240                            | Vista previa de llançament: 28 d'Abril, 2016                                                               | Experiencia d'usuari general - Millores en la compatibilitat general de programari - Millores en l'experiència d'actualització - Millora de la interfície d'usuari per al seguiment d'ús de dades a Configuració > Connexions de xarxa i sense fils > Ús de dades - Millora de l'experiència de la barra de navegació per a alguns dispositius Errors reparats - Corregit un problema pel qual alguns dispositius perdrien les connexions de dades o l'entrada tàctil després d'actualitzar a Windows 10 - Els recordatoris han de ser més fiables - Corregit un problema pel qual alguns lectors de targetes SD no van ser reconeguts |
| 10.0.10586.318                            | Vista previa de llançament: 10 de Maig, 2016 Llançament públic: 10 de Maig, 2016                           | Experiencia d'usuari general - Habilitar els jocs UWP i les aplicacions per desbloquejar imatges per segon. Això permetrà que els jocs UWP, desactivin V-Sync i permeten l'ús de característiques de tercers, com GSync i FreeSync - Millores en el rendiment i la fiabilitat Errors reparats - S'ha corregit errors de pèrdua de memòria al lector de PDF - Corregits problemes amb l'alineació d'idiomes que utilitzen text de dreta a esquerra a Internet Explorer 11 i Microsoft Edge - Corregit un problema que afecta el Bluetooth quan es reprèn de la suspensió - Els comptes d'usuari ara són bloquejades després d'un cert nombre d'intents per a l'autenticació - Corregit el problema amb l'horari d'estiu automàticament - Corregit un problema problema que danya targetes Compact Flash - Corregits problemes de seguretat amb els controladors en mode nucli, trucades a procediments remots, els gràfics de components Microsoft, Internet Explorer 11, Microsoft Edge, el shell de Windows, Windows Journal, el mode segur virtual, Schannel, i JScript |
| 10.0.10586.338                            | Vista previa de llançament: 2 de Juny, 2016                                                                | Errors reparats - Millora de la fiabilitat en nombroses àrees, incloent Internet Explorer 11, Microsoft Edge, Cortana, la reproducció d'àudio, reproducció de música Groove, Mapes de l'aplicació, Miracast i l'Explorador de Windows - Corregit un problema que causava que apareixen notificacions a la part superior esquerra de la pantalla - Corregit un problema que causava VPN no funciona correctament quan es canvia entre diferents interfícies de xarxa (Wi-Fi, etc. cel·lular) - Millora de la capacitat del narrador per llegir les llistes amb vinyetes, hipervincles i la informació d'imatge - Corregit el problema pel lloc que va afectar aplicacions de navegació a la saga de la ubicació real de l'usuari - Millora el rendiment de càrrega de pàgines web a Internet Explorer 11, quan s'utilitzen perfils d'usuari mòbils - Corregits problemes addicionals amb Microsoft Edge, Internet Explorer 11, Bluetooth, Cortana, Wi-Fi, l'aplicació càmera de Windows, revisat l'horari d'estiu, USB. TPM, Gràfics, la directiva de grup, la descàrrega de música o pel·lícules comprades a través de la botiga de Windows, Diagnòstics de xarxa, i l'Explorador de Windows |
| 10.0.10586.420                            | Vista previa de llançament: 14 de Juny, 2016 Llançament públic: 14 de Juny, 2016                           | Errors reparats - Millora de la fiabilitat d'Internet Explorer 11, Microsoft Edge, Cortana, la reproducció d'àudio, reproducció d'àudio a l'aplicació de Groove Música, aplicació Mapes, Miracast, i l'Explorador de Windows - Corregit el problema amb les notificacions en globus d'informació que apareix sempre a la part superior esquerra de la pantalla - Corregit el problema que va causar VPN no funciona correctament quan es canvia entre diferents interfícies de xarxa (per exemple, el canvi entre Wi-Fi i cel·lular) - Millora de la capacitat del narrador per llegir les llistes amb vinyetes, hipervincles i la informació d'imatge - Corregit el problema en la ubicació que van causar aplicacions de navegació a la saga de la ubicació real de l'usuari - Millora del rendiment de càrrega de pàgines web a Internet Explorer 11, quan s'utilitzen perfils d'usuari mòbils - Corregits problemes addicionals amb Microsoft Edge, Internet Explorer 11, Bluetooth, Cortana, Wi-Fi, l'aplicació de càmera de Windows, estalvi d'energia per sensor de llum, USB, TPM, Gràfics, la directiva de grup, la descàrrega de música o pel·lícules comprades a través de la botiga de Windows, Diagnòstics de xarxa i l'Explorador de Windows - Corregits els problemes de seguretat amb Internet Explorer 11, Microsoft Edge, Server Message Block (SMB) Server, components gràfics de Microsoft, la directiva de grup, Servidor DNS, consulta Hub de diagnòstic de Windows, els controladors en mode nucli, Microsoft Windows PDF, Windows Structured Query, Adobe Flash Player, protocol de descobriment automàtic de servidor intermediari JScript i VBScript i web (WPAD) |
| 10.0.10586.494                            | Vista previa de llançament: 12 de Juliol, 2016 Llançament públic: 12 de Juliol, 2016                       | Errors reparats - Millora de la fiabilitat de Windows Media Player, Internet Explorer 11, Windows Explorer, Miracast, i el nucli de Windows. - Corregit el problema amb algunes persones veient una pantalla en negre en lloc de la pantalla de bloqueig a reprendre des del mode d'espera connectada. - Corregit el problema amb DirectAccess en la qual apareix el botó de desconnexió en alguns casos quan la connexió no s'ha establert plenament. - Corregit el problema dels comptes d'usuari locals no estan bloquejats després de diversos intents fallits de connexió. - Millorat el suport per a la reproducció de vídeo en certes aplicacions que no representa el vídeo correctament després de sortir de la hibernació. - Corregit el problema amb Windows Phone quan perd els certificats d'autenticació d'usuari després d'actualitzar a Windows Mobile 10 en alguns casos. - Millorat el suport de la configuració de còpia de seguretat d'aplicacions en Windows 10 Mobile. - Corregit el problema d'aplicacions basades en Microsoft Silverlight que no s'instal·laven amb Windows Mobile 10 després d'unir-se a Azure Active Directory. - Corregits els problemes addicionals en .NET, el nucli de Windows, Windows Update, autenticació, revisat l'horari d'estiu, suport per a arxius PDF, Bluetooth, Microsoft Edge, Internet Explorer 11, xarxes i connectivitat Wi-Fi. - Les actualitzacions de seguretat per a Microsoft Edge, Internet Explorer 11, controladors en mode nucli, el nucli de Windows, .NET Framework, la manera segura del nucli de Windows i Microsoft Print Spooler.                                                                             |

### Versió 1607 (Anniversary Update)
Windows 10 Anniversary Update (amb nom en clau "Redstone 1"), és la segona gran actualització de Windows 10 i la primera de les 3 amb canvis importants previstos sota els noms clau de Redstone. La primera versió previa va ser posada en llibertat el 16 de desembre de 2015. Es donarà a conèixer al públic el 2 d'agost, l'any 2016. L'alliberament Redstone 1 de Windows 10 és compatible per als usuaris de la branca actual (CB) i la branca actual per als negocis (CBB).
| Llegenda: | Versió antiga | Versió antiga, amb suport | Versió actual | Darrera versió preliminar | Proper llançament |

| Insider Preview versions of Windows 10: Redstone 1 | Insider Preview versions of Windows 10: Redstone 1         | Insider Preview versions of Windows 10: Redstone 1 |
| Versions Branca                                    | Dates de llançament                                        | Relacionat |
| -------------------------------------------------- | ---------------------------------------------------------- | --- |
| 10.0.11082                                         | Anell ràpid: 16 de Desembre, 2015                          | - Millores estructurals a Windows OneCore |
| 10.0.11099                                         | Anell ràpid: 13 de Gener, 2016                             | - Millores estructurals a Windows OneCore - El diàleg en el procés de copiar o esborrar arxius a través de l'Explorador d'arxius apareix ara com s'esperava |
| 10.0.11102                                         | Anell ràpid: 21 de Gener, 2016                             | - Nou menú d'historial, quan fem clic dret als botons endavant/enrere en Microsoft Edge |
| 10.0.14251                                         | Anell ràpid: 27 de Gener, 2016                             | Experiencia d'usuari general - Els números de versió del nucli ara seran consistents amb Windows 10 Mobile - Cortana ara ens mostrarà recordatoris de compromisos adquirits a través del nostre correu electrònic i de les reunions que són urgents o fora de les hores programades normalment - Millores a l'aplicació de Xbox Beta Errors reparats - Corregit el problema pel qual alguns jocs de PC s'aturaven en el canvi de mode de finestra a pantalla completa, el canvi resolució del joc, o en el moment del llançament, a causa d'un error als gràfics apilats de Windows - Corregit el problema pel qual aplicacions com a narrador, lupa, i tecnologies d'assistència de tercers poden experimentar problemes intermitents o es bloqueja - Corregit el problema pel qual l'Explorador d'arxius s'aturava amb freqüència quan la configuració de DPI estava en un 175% |
| 10.0.14257                                         | Anell ràpid: 3 de Febrer, 2016                             | - Noves característiques en els treballs de fonamentació Errors reparats - La qüestió de les aplicacions que es bloquegen periòdicament o altres errors relacionats amb la memòria d'aplicacions a causa d'un canvi de gestió de memòria s'ha resolt - El botó Connectar ara apareix de nou en el Centre d'Acció - Les eines eines per a desenvolupadors amb F12 no es carrega correctament a Microsoft Edge - Corregit el problema pel qual les aplicacions suggerides estaven sent mostrats al menú Inici tot i que "De tant en tant mostren suggeriments a Inici" va ser desactivat a Configuració > Personalització > Inici - Corregit el problema pel que si un usuari intenta canviar la imatge de la pantalla de bloqueig amb "Obtenir dades curioses, consells, trucs i més en la pantalla de bloqueig" activat es revertirà a la configuració per defecte - Corregit el problema pel qual les posicions de les icones de l'escriptori aconsegueixen barrejar-se després de canviar la configuració de DPI de 100% a 150% o 175% - Corregit el problema en enganxar arxius en un nou arxiu .zip (carpeta comprimida) a l'Explorador d'arxius, ja sigui fent clic dret o Ctrl+V no funcionaria |
| 10.0.14267                                         | Anell ràpid: 18 de Febrer, 2016                            | Experiencia d'usuari general - Els usuaris de Windows 10 Education ara poden optar per les compilacions en vista prèvia - El botó de cerca de música ara és accessible des de la pantalla principal de Cortana - Millores als preferits, descàrregues i a l'historial de Microsoft Edge - Els usuaris de Missatgeria + Skype ara podem adjuntar imatges i la localització a les converses Errors reparats - L'elecció de "Recupera aquest PC" a Configuració > Actualització i seguretat > la recuperació hauria ara de funcionar com s'esperava - Els usuaris ja no han de veure el diàleg d'error WSClient.dll després d'iniciar sessió - La càmera frontal ha de ser utilitzada novament en PC amb càmeres i usuaris d'Intel RealSense ha de ser capaç d'utilitzar Windows Hello com s'esperava - Corregit el problema pel qual proporcionava la capacitat d'emmagatzematge incorrecte per al volum del sistema (la unitat de disc dur en la qual està instal·lat Windows) a Configuració > Sistema > Emmagatzematge |
| 10.0.14271                                         | Anell ràpid: 24 de Febrer, 2016                            | Experiencia d'usuari general - Les capçaleres de les aplicacions del Centre d'Acció s'han millorat per a seleccionar dret i per acomodar fàcilment les notificacions de les aplicacions alhora - Els controls a les vistes prèvies d'aplicacions a la barra de tasques s'han redissenyat - La freqüència en què Windows li demanarà per la reacció serà bloquejat per "automàticament (recomanat)" per a executius en l'aplicació de configuració i administrat pel Programa d'informació privilegiada de Windows - Les propietats de la barra de tasques ara es poden establir mitjançant l'aplicació de configuració - Windows Defender ara pot escanejar sense connexió Errors reparats - Corregit el problema pel qual les vores de les finestres de les aplicacions passarien del color d'accent a negre després de cada actualització a una nova compilació - S'actualitzen les icones de control de la música que es mostren a la barra de tasques previstes en aplicacions de música com Groove per a un aspecte més fresc i net amb major resolució - Corregit el problema pel qual la barra de tasques a vegades no s'amaga automàticament i es mostrar de forma inesperada a la part superior de les finestres a pantalla completa com la que mostra per sobre d'una presentació de PowerPoint en la de presentació de diapositives - Corregit el problema pel qual la configuració "Amaga notificacions durant la presentació" es perd després d'actualitzar a una nova compilació - La capçalera de tota l'aplicació en el Centre d'activitats no està bé, es pot fer clic en lloc de només el nom de l'aplicació o "x" - Corregit el problema pel qual les notificacions d'interacció no mostrarien un botó per introduir text en alguns casos - El canvi ràpid d'usuari hauria de funcionar ara amb "Contrasenya d'imatge" - Corregit el problema pel qual la vista d'algunes aplicacions d'escriptori (Win32) falten a l'inici - Corregit el problema pel qual el color d'accent no canvia automàticament quan es tria l'opció de presentació de diapositives per al fons d'escriptori d'un usuari - Es Va fer més fàcil descartar totes les notificacions d'una aplicació específica en el Centre d'Acció mitjançant l'augment de la zona objectiu per abastar tota la capçalera d'aplicacions |
| 10.0.14279                                         | Anell ràpid: 4 de Març, 2016                               | Experiencia d'usuari general - Canvi de l'animació de la pantalla d'inici de sessió - Millores en el rendiment i en candidats a IME Japonès - Cortana a Castellà (Mèxic), Portugès (Brasil), i Francès (Canadà) - Cortana no pot guardar recordatoris personalitzats sense demanar detalls Errors reparats - Corregit el problema pel qual Microsoft Edge i Cortana s'estavellaven per a usuaris amb perfils mòbils - Corregit el problema pel qual Cortana seguiria mostrant recordatoris que s'han completat - Corregit el problema pel qual els elements copiats / moguts a l'escriptori, no es mostraven fins que l'escriptori s'actualitza manualment fent clic dret a l'escriptori i seleccionant "Actualitzar" o pressionant F5 - Corregit el problema pel qual la descàrrega de certs controladors des de Windows Update estava causant algunes PC pantalla blava |
| 10.0.14291                                         | Anell ràpid: 17 de Març, 2016                              | Experiencia d'usuari general - Interfície d'Usuari més lleugera, escalable i consistent, així com millores d'arquitectura subjacent, i noves característiques a l'aplicació de mapes - Afegit teclat tactil amb una sola mà kana per escriure text en japonès - Mode alineat japonès d'introducció de text al llenç - Les aplicacions Windows Feedback i Insider Hub es fusionen en una mateixa aplicació Feedback Hub - Els grups d'arxius temporals es poden seleccionar per a la retirada en l'emmagatzematge dins de l'aplicació de configuració - Actualitzada l'aplicació d'Alarmes i Rellotge Microsoft Edge - Afegides les extensions - Les pestanyes ara es poden fixar - Les opcions "Enganxar i anar" i "Enganxar i buscar" s'han afegit al menú del botó dret - Suport experimental per a VP9 afegit Errors reparats - Corregit el problema pel qual l'àrea de notificació ("safata del sistema") per mirar fora de l'alineació en encendre el "sempre veure totes les icones en l'àrea de notificació - Corregit el problema pel qual la connectivitat a les xarxes WiFi utilitzant el mètode de seguretat xifrat WEP pot ser trencat - Corregit el problema pel qual la "X" per tancar el "Buscar de la pàgina" a la barra d'eines en Microsoft Edge es mostra fora de la pantalla en els dispositius de 8 polzades quan està en la manera de retrat - Corregit el problema pel qual la icona de l'USB a l'àrea de notificació estava tornant a la icona vella a l'expulsar les unitats - Corregit un problema pel qual la recerca suggerit clic a Microsoft Edge va donar lloc a un URL per a la recerca com la cadena de recerca |
| 10.0.14295                                         | Anell ràpid: 25 de Març, 2016 Anell lent: 30 de Març, 2016 | Errors reparats - Corregit el problema pel qual provocava que el PC es congeli a l'endollar un controlador de Xbox ONE o Xbox 360 i altres - Corregit el problema pel qual Microsoft Edge actualitza la fitxa si un usuari ha premut el bloqueig de majúscules en un camp de contrasenya - Corregit el problema pel qual impedia l'aplicació Xbox i Xbox Live en altres jocs i aplicacions habilitats per iniciar sessió - Corregit el problema de controladors que impedeix a Kaspersky Anti-Virus, Internet Security, o Kaspersky Total Security Suite instal·lada treballar com s'esperava en la compilació a partir de la Branca de desenvolupament |
| 10.0.14295.1004                                    | Anell lent: 19 d'Abril, 2016                               | Errors reparats - Correcció d'errors i millores d'estabilitat |
| 10.0.14295.1005                                    | Anell lent: 22 d'Abril, 2016                               | Revisió de seguretat - Actualització de seguretat per a CRSSS, l'inici de sessió secundari, els serveis bàsics de XML de Microsoft, components gràfics de Microsoft, Microsoft Edge, i Internet Explorer |
| 10.0.14316                                         | Anell ràpid: 6 d'Abril, 2016                               | Experiencia d'usuari general - La capacitat de instal·lar Windows Subsystem for Linux (beta) que pot fer iniciar la característica "Bash" d'Ubuntu feature - Els nivells de prioritat ara es poden establir per a les notificacions d'aplicacions al Centre d'Acció - Els temes fosc i clar ara es poden activar universalment - Windows ara pot fixar aplicacions per a permetre que es presentin en tots els escriptoris virtuals - Windows Update ara té una configuració d'"Hores actives" que impedeix reinicis automàtics durant el temps establert - La experiència en el procés d'actualitzacions i millores a noves compilacions, ara són similars - Nova aplicació UWP de Vista prèvia d'Skype - Redissenyats tots els emoji per a ser més coherent amb el nou esquema de disseny - Els apartats de configuració "Ús de bateria" i "Estalvi de bateria" estan ara en una pàgina de configuració anomenada "Bateria", amb funcions ampliades per a la gestió d'aplicacions individuals - Nova aplicació Connectar que estén les capacitats relacionades amb Continuum - Ara els usuaris poden comentar en els comentaris en el Feedback Hub - "Mostra color a la barra de títol" ara es pot ajustar per separat de "Mostra color a Inici, la barra de tasques, i el centre de l'acció" en les Configuracions - La Pantalla blava de la mort ara inclou un codi QR per a la solució de problemes més fàcil Cortana - Cortana informarà als usuaris de PC si el seu dispositiu mòbil habilitat per a Cortana està baix de bateria - Cortana per a PC suporta ara Find My Phone, incloent la possibilitat que soni el telèfon, independentment de la configuració de volum - Cortana per a PC pot compartir adreces del mapa a un dispositiu mòbil compatible amb Cortana, i viceversa - La configuració de Cortana ara és més simplificada i automatitzada Microsoft Edge - Vista de l'arbre d'Accessibilitat, perfilada la API DOM, i la depuració d'extensions per a les eines de Desenvolupament - Paràmetres per defecte de async\await, Object.values, i Object.entries per a JavaScript - La funció Drag and drop per pujar arxius a llocs web - Microsoft Edge ara pot importar els favorits del navegador Mozilla Firefox - Microsoft Edge ara recorda als usuaris de les descàrregues que estan en curs - Ara els usuaris poden triar la ubicació per defecte en la qual els arxius descarregats en Microsoft Edge es desen - Extensions noves i actualitzades Errors reparats - "Actualitza i reinicia" i "Actualitza i apaga" no s'iniciava correctament l'actualització - Les aplicacions Win32 clavats a l'Inici no es mouran després d'actualitzar a una nova compilació - En fer clic en una notificació de Windows Update després d'haver instal·lat les actualitzacions, portarà a l'usuari a l'historial d'actualitzacions - Polit el menú lateral de xarxa. L'entrada de text per a contrasenyes Wifi no està alineat amb el centre - Si s'utilitza Hyper-V amb un commutador virtual configurat per a un adaptador de xarxa, ja no mostra una notificació d'error "X" vermella - Corregits problemes d'àudio i el moviment nerviós quan s'utilitza un panell tàctil per a PC amb xips TPM, com l'ASUS Zenbook UX31 - L'explorador d'arxius ja no es bloqueja quan s'executen múltiples aplicacions de pantalla completa amb diversos monitors - Corregit un problema pel qual Cortana no està mostrant pàgines de configuració en els resultats de cerca |
| 10.0.14328                                         | Anell ràpid: 22 d'Abril, 2016                              | Experiencia d'usuari general - Afegit Windows Ink - Els escriptoris virtuals ara es poden canviar utilitzant panells tàctils lliscant quatre dits a cada costat - Credencial i Control de comptes d'usuari s'actualitza estèticament, així com afegeix la possibilitat d'iniciar sessió amb Windows Hello, un PIN o certificats - Actualitzada l'aplicació de Vista prèvia de Skype UWP - La icona de l'explorador d'arxius canvia de disseny - L'explorador d'arxius no està fixat a la barra de tasques per defecte - Millora la capacitat de predicció, en escriure la història de gestió, i en el núvol suggeriments sobre IME japonès Menú Inici - Mostra la llista d'aplicacions més utilitzades i enumerar totes les aplicacions que es van fusionar en una sola vista i l'elevació de la part superior de la interfície d'usuari d'Inici - Mogut alimentació, configuració i l'explorador d'arxius perquè estigui sempre visible al carril esquerre del menú Inici - Recently added section now shows 3 entries by default instead of 1 - Les carpetes addicionals que l'usuari ha triat per aparèixer al menú Inici no estaran disponibles immediatament i sense l'ús d'un menú d'hamburguesa Mode Tauleta - L'apartat "Totes les aplicacions" ara està en pantalla completa - S'ha afegit una opció per amagar automàticament la barra de tasques en el Mode Tauleta Cortana - Cortana ara funciona a la pantalla de bloqueig amb funcionalitats limitada com la creació de recordatoris i recerca - Els recordatoris es poden configurar ara utilitzant imatges o el contingut enviat des dels contactes - La funció de cerca pot ara buscar arxius en OneDrive - Cortana ara pot respondre a preguntes senzilles sense necessitat d'accedir a Cortana i sense comptes de Microsoft Centre d'Acció - La icona ara està a la cantonada de la dreta, més enllà del rellotge, i també té l'animació cada vegada que apareix una nova notificació - Les notificacions similars s'agruparan, en lloc de tots mostren individualment - Accions ràpides ara es poden afegir, eliminar, i reorganitzat - L'acció ràpida de Wi-Fi ara porta l'usuari a la flotant "Xarxa" en lloc d'alternar estat Encès/Apagat - El Centre d'activitats ara notifica als usuaris sobre les actualitzacions d'aplicacions/instal·lacions de la botiga de Windows - Millores en les notificacions Cortana Barra de tasques - El rellotge de la barra de tasques està integrat amb l'aplicació Calendari per mostrar esdeveniments - El rellotge es mostra en tots els monitors en una configuració de diversos monitors - Compta amb el nombre de notificacions que estan disponibles per a aplicacions UWP posades a la barra de tasques - La configuració de la barra de tasques es van traslladar a l'aplicació de configuració - El menú lateral de volum permet ara als usuaris canviar entre múltiples dispositius de sortida d'àudio Aplicació de Configuració - Totes les pàgines de l'aplicació de configuració ara tenen icones individuals associats amb ells - La pàgina de configuració de la ploma ara inclou la capacitat per ajustar els accessos directes de la ploma, una opció per ignorar l'entrada tàctil en utilitzar el llapis, i la configuració de l'espai de treball Windows Ink - Les aplicacions ara es poden restablir si es fan malbé - La configuració del programa Windws Insider té una pàgina propia de configuració Pantalla de bloqueig - Les adreces de correu electrònic estan ocultes mentre que el dispositiu està bloquejat - Els controls d'aplicacions multimedia ara es mostren a la part superior de la pantalla de bloqueig Errors reparats - Corregit un problema que causa que els emuladors de Visual Studio per a Windows 10 Mobile i HoloLens a fallen - Corregit un problema que causa que causa el controlador de Xbox One retard - Corregit un problema que causa que el format del diàleg d'autenticació de dos factors - Corregit un problema que pel qual les aplicacions no tornaven cap enrere a pantalla completa quan la segona aplicació es va tancar en un escenari de pantalla dividida de dues aplicacions - Optimitzat l'administrador de tasques per a dispositius amb DPI alts - Corregit un problema que s'encallava a la pantalla "Reiniciant..." - S'ha actualitzat el quadre de diàleg d'Apagar de Windows per utilitzar una icona modern. - Corregits problemes amb IME xinès - Corregit un problema pel qual la notificació no pot ser acomiadada - Corregit un problema que va donar lloc a icones superposades i retallada de text a l'explorador d'arxius - Corregit un problema que impedia la posada en marxa de Quicken |
| 10.0.14332                                         | Anell ràpid: 26 d'Abril, 2016                              | Experiencia d'usuari general - Millores de Bash - Estabilització de la durada de la bateria per a PC amb Connected Standby - Els recordatoris de Cortana ara tenen com a objectiu compartir amb les aplicacions que utilitzen el contracte del recurs compartit de Windows - Cortana ara pot buscar continguts d'Office 365 - Millora de la fiabilitat de l'IME xinès Símbol del sistema - Millora d'escala en pantalles d'alta DPI - Una millor selecció de fonts - Millora de la prestació de caràcters internacionals - Representació del cursor i ocultat millores - Millora del color de fons - Millorada del desplaçament en els editors de nano i EMACS Errors reparats - Les pantalles blaves connectats en entrar a espera després d'actualitzar a l'última compilació de la Branca de Desenvolupament ja no hauria de succeir - Corregit un problema pel qual les grans descàrregues queden parades al 99% en Microsoft Edge - Corregit un problema pel qual els favorits no+ poder ser arrossegats i col·locats a la vora de la barra de favorits de Microsoft Edge - Groove Music ja no ha de bloquejar-se amb el llançament de la pantalla de benvinguda - Corregit un problema pel qual l'addició d'una cançó de Groove Music a la llista reproducció podria causar que la cançó actual aturi la reproducció i reiniciï - Corregit el problema pel qual els ordinadors no són capaços de tornar a una compilació anterior a través de "Tornar a una versió més antiga" a Configuració> Actualització i seguretat> Recuperació si BitLocker està habilitat - Les aplicacions per les quals un usuari selecciona "Mostra les finestres d'aquesta aplicació en tots els escriptoris" ara seran recordats després d'actualitzar a una nova compilació - Corregit un problema pel qual el centre d'accions de la barra de tasques per a les icones de l'àrea de notificació no estava sent complert correctament per a algunes configuracions multi-monitor - La Barra de Jocs hauria d'aparèixer ara si els DPI són canviats de 150% a 100% - Corregit un problema pel qual les notificacions amb més contingut de vegades no podrien ampliar-se en el Centre d'Acció - Les Rajoles al menú d'inici ja no han de parpellejar en la mida incorrecte després de sortir del Mode Tauleta - La icona de la bateria a l'àrea de notificació ja no s'hauria de mostrar de forma incorrecta després d'un canvi de DPI - Corregit un problema pel que al fer clic al botó X en una finestra a la vista de tasques es treu la vista previa, però tot i així es mostrarà el botó de títol i X - Quan una aplicació es visualitza al menú d'inici amb el nom “@{<app package name>}”), ara hi haurà una opció per desintal·lar - Corregit un problema pel qual les biblioteques de carpetes redirigides apareixerien com entrades de les carpetes duplicades en el panell de navegació de l'explorador d'arxius - Corregit un problema per als usuaris de monitors múltiples, on el llançament d'una aplicació Win32 des de l'Inici donaria com a resultat el vídeo a pantalla completa que s'està reproduint en l'altre monitor s'aconsegueix reduir al mínim - L'aplicació de configuració ja no s'ha de bloquejar quan la pàgina de configuració es fixa per començar - Obrint l'aplicació de Windows Defender des del menú de configuració ja no hauria de fallar - Corregit un problema que resulta en el text borros i/o solapat a la llista de sortida Totes les aplicacions - Corregit un problema pel qual el teclat tàctil podria no arribar en el camp de la contrasenya després de canviar d'usuari a la pantalla de bloqueig - Windows Spotlight ara ha de recordar les imatges que agraden als usuaris |
| 10.0.14342                                         | Anell ràpid: 10 de Maig, 2016 Anell lent: 18 de Maig, 2016 | Experiencia d'usuari general - Millores per a Bash d'Ubuntu en Windows - Mode fosc afegit a l'aplicació de Vista prèvia de Skype UWP - Ara els usuaris poden canviar entre diferents comptes de Skype - Actualització de la icona de Windows Ink de l'àrea de treball - El diàleg UAC ara és compatible amb la mode fosc - El tercer botó en una notificació del Centre d'activitats ara per descartar - Millores en el Feedback Hub per ajudar en la categoria d'una retroalimentació ha de pertànyer - Les credencials d'interfície d'usuari ara és compatible amb enganxar en els camps d'usuari i contrasenya - Les icones de les pàgines de l'aplicació de Configuració han estat actualitzades consistentment - Cortana a la pantalla de bloqueig té ara una animació més polida - El retall d'imatges a la pantalla de l'esbós és més polida - Actualitzada la notificació d'"establir la ubicació" per a tocar en qualsevol lloc de la notificació ara permetrà als usuaris establir una ubicació predeterminada - S'ha afegit una opció "Esborrar Històric d'entrada" a la pàgina Configuració de IME - Esborrat Wi-Fi Sense Microsoft Edge - Totes les extensions poden ser descarregades directament des de la botiga de Windows, en lloc d'extreure i carregar les extensions d'una carpeta local - Els llocs web, quan se'ls dona el permís, ara poden enviar notificacions a través del Centre d'Acció - Afegit cap endavant/enrere de navegació magnètica, similar a Windows 10 Mobile Errors reparats - El Desktop App Converter Preview ara no hauria de bloquejar-se - El joc en línia Tencent hauria de funcionar ara - Corregit un problema de la protecció de contingut amb DRM dels serveis com Groove Music, Microsoft Movies & TV, Netflix, Amazon Instant Video o Hulu de ser reproduïble - Corregit un problema que resulta en accidents d'àudio per als usuaris que juguen àudio a un receptor a través d'S/PDIF o HDMI, i utilitzar-ne un compatible amb codificació en temps real a través de tecnologies com Dolby Digital Live o DTS Connect - Corregit un problema que resulta en els botons d'Acceptar/Cancel·lar al menú lateral de la xarxa estan retallant en els dispositius d'alta PPP - Windows Hello ja no hauria de mostrar missatges a la pantalla, mentre que un ja estava entrant amb una empremta digital - Mentre que en una aplicació, en fer clic en un enllaç de més de 260 caràcters ja no hauria d'aparèixer un quadre de diàleg "Obre amb ..." - Mentre que en l'aplicació Fotos, ja sigui tractant de moure una foto a l'ampliar la imatge, o ajustar una regió de cultius ara hauria de funcionar - Alt+Y per seleccionar “Sí” ara funciona amb la actualització de UAC UI - Corregit un problema pel qual la icona del Centre d'activitats a la barra de tasques no es mostra correctament amb 175% DPI - Les Imatges en Esbós de la pantalla ja no ha de girar 90 graus per defecte - Quan s'utilitza el format de 24 hores, `la icona del desplegable del Rellotge i Calendari de vegades tot i així mostra alguns articles en format de 12 hores - Corregit un problema pel qual el rellotge i el calendari desplegable no podien ser acomiadats fent clic a la data i l'hora a la barra de tasques per segona vegada - Corregit un problema pel qual algunes dreceres no estan treballant en UWPs - Corregit un problema pel qual tocant la icona de la bateria no es podia obrir el menú lateral de la bateria quan està en el Mode de tauleta - En fer clic en els elements en el panell d'inici de navegació ja no ha de donar lloc a l'obertura de la botiga en comptes - Les tasques d'àudio de fons ja no haurien d'aparèixer en els controls de volum - Corregit un problema pel qual fer una acció en un arxiu en una carpeta d'accés ràpid clavat, després d'utilitzar la barra d'adreces podria resultar en l'Explorador d'arxius de forma inesperada navegar a l'accés ràpid - Compartint un avatar amb Cortana ja no ha de bloquejar quan l'intercanvi de l'aplicació Avatars de Xbox - Corregit un problema que causa el quadre de cerca a la pàgina de configuració d'idioma no está treballant |
| 10.0.14342.1001                                    | Anell ràpid: 18 de Maig, 2016 Anell lent: 18 de Maig, 2016 | - Correcció d'errors i millores d'estabilitat |
| 10.0.14352.1002                                    | Anell ràpid: 26 de Maig, 2016                              | Experiencia d'usuari general - El suport de la pantalla completa de la barra de jocs de Windows ha millorat - Feedback Hub ara mostra les respostes de Microsoft - La icona de l'Explorador d'arxius icona té un canvi de disseny - Actialitzar a l'edició Enterprise ara només requereix una clau de producte, en lloc d'una instal·lació neta - Afegida l'exploració periòdica limitada - El catàleg de cançons de Groove Music ara es poden reproduir amb Cortana Windows Ink - Els números de telèfon o adreces de correu electrònic poden ser escrits i es transfereixen a un contacte en cas d'acceptació per part de l'usuari - Afegit brúixola a la regla - El bloc de dibuix no s'acomiadarà si un usuari prem la tecla ESC o combinacions de tecles de Windows - El bloc de dibuix s'obre de forma més neta que molts traços de tinta estan presents en el llenç - Actualització de Notes ràpides per mostrar una petita icona de nota adhesiva al costat del nom de l'aplicació quan es plana sobre l'aplicació a la barra de tasques o en la vista de tasques - La Taula de Dibuixos i Croquis de la pantalla no torna a tocar la entintat Encesa per a dispositius que no són de la ploma |

| Versió pública de Windows 10: Redstone 1 | Versió pública de Windows 10: Redstone 1                                                                                                | Versió pública de Windows 10: Redstone 1 |
| Versions Branca                          | Dates de llançament | Relacionat |
| ---------------------------------------- | --- | --- |
| 10.0.14393.0                             | Anell ràpid: 18 de Juliol, 2016 Anell lent: 20 de Juliol, 2016                                                                          | 3ª compilació en disponibilitat general Experiencia d'usuari general - Millorar la fiabilitat de l'Inici, Cortana, i el Centre d'accions - Els usuaris han poder muntar els iPods com un dispositiu d'emmagatzematge massiu USB - Introduït un servidor de bastidor per permetre que diverses aplicacions puguin utilitzar una càmera web, al mateix temps, eliminant la necessitat d'un accés exclusiu. No obstant això, el servidor de bastidor fa que les càmeres que depenen directament de la codificació de vídeo H.264 i MJPEG per deixar de treballar, el que afecta a milions d'usuaris. Errors reparats - Els usuaris han de bugchecks d'experiència ja no (pantalles blaves) a causa d'un problema de controlador de la càmera                                          |
| 10.0.14393.3                             | Anell ràpid: 22 de Juliol, 2016 Anell lent: 22 de Juliol, 2016                                                                          | Errors reparats - Corregit un problema pel qual l'entrada de teclat en algunes rajoles de Windows no giraria a horitzontal correctament - La Windows Update ja no s'ha de demorar en sistemes amb mode d'espera Connectat - Corregit un problema amb l'entrada de text amb l'editor de mètode d'entrada en coreà en algunes aplicacions de les botigues - Corregit un problema que causa botiga d'aplicacions per aturar el llançament a causa d'un problema de llicències - Corregit un problema amb l'ús d'aplicacions que sincronitzen Dynamic Data Exchange per a la comunicació entre processos |
| 10.0.14393.5                             | Anell ràpid: 25 de Juliol, 2016 Anell lent: 28 de Juliol, 2016 Vista previa de llançament: 28 de Juliol, 2016                           | Errors reparats - Després d'haver habilitat les extensions de AdBlock i LastPass a Microsoft Edge ja no ha de disminuir el rendiment del navegador - Corregit un problema que es dreni la bateria i causa que els processos de la CPU estiguin fora de control, mentre que un dispositiu està inactiu - El sensor de proximitat ja no hauria d'estar sempre en funcionament, proboca drenatge de la bateria dels dispositius mòbils - Corregit un problema pel qual l'IME coreà no tindria la composició correcta en alguns controls TSF3 encàrrec d'edició en PC - Corregit un problema pel qual els usuaris no són capaços d'escriure text a Cerca o algunes aplicacions de la botiga sense haver de reiniciar el procés                                                         |
| 10.0.14393.10                            | Anell ràpid: 1 d'Agost, 2016 Anell lent: 1 d'agost, 2016 Vista previa de llançament: 1 d'Agost, 2016 Llançament públic: 2 d'Agost, 2016 | Experiencia d'usuari general - Millora de la fiabilitat de les tasques de fons i les extensions per a Microsoft Edge Errors reparats - Corregit el problema que impedeix el canvi d'orientació de la pantalla després de col·locar una base de teclat - Corregit el problema que de vegades impedia aplicacions Aplicació llenguatge de marcat extensible al rebre l'entrada de teclat - El registre d'esdeveniments ja no hauria de crear grans assignacions virtuals - Els dispositius amb Windows 10 Mobile ja no han d'utilitzar més energia de la necessària mentre el dispositiu està inactiu o la pantalla està apagada - Corregits els problemes addicionals amb Cortana, Microsoft Query i la compatibilitat amb Microsoft Excel i l'Editor de mètodes d'entrada en coreà |
| 10.0.14393.51                            | Anell ràpid: 9 d'Agost, 2016 Anell lent: 9 d'Agost, 2016 Vista previa de llançament: 9 d'Agost, 2016 Public release: 9 d'Agost, 2016    | Experiencia d'usuari general - Millora de la fiabilitat d'Internet Explorer 11 Errors reparats - Corregit un problema que es netegen les configuracions del clic del llapis després d'actualitzar a Windows 10 Versió 1607 - Corregit un problema causa a molts dispositius amb Windows 10 Mobile per passar després d'encendre i apagar el Bluetooth molt ràpidament - Les actualitzacions de seguretat per a controladors de manera nucli de Microsoft, gràfics de components, Microsoft Edge, Internet Explorer 11, i els mètodes d'autenticació de Windows |
| 10.0.14393.67                            | Anell ràpid: 9 d'Agost, 2016 Anell lent: 9 d'Agost, 2016 Vista previa de llançament: 9 d'Agost, 2016                                    | Errors reparats - Corregit un problema que causa va reduir significativament la vida de la bateria en Windows Phone en utilitzar Bluetooth amb "Hey Cortana" funció activada - Corregit un problema que evita que els usuaris al completar l'experiència fora de la caixa (EFC) amb un compte local amb caràcters coreans |
| 10.0.14393.82                            | Vista previa de llançament: 23 d'Agost, 2016 Llançament públic: 23 d'Agost, 2016                                                        | Experiencia d'usuari general - Millora de l'optimització de la mida de descàrrega d'actualitzacions Errors reparats - Corregit un problema que evita que els mitjans externs per jugar a Xbox One mitjançant la Retransmissió al menú de dispositius - Corregit un problema que causa els esdeveniments del ratolí per no ser reconegut a vegades a Internet Explorer - La renderització i canviar la mida de les taules niades a Internet Explorer ja no ha de ser lents - Corregit un error que no estava causant el disseny d'interfície d'usuari que s'actualitza correctament a Internet Explorer 11 en mode de rareses - Els nodes que no són desconnectats no intermitent d'un servei de clúster                                                                            |

### Versió 1703 (Creators Update)
Windows 10 Creators Update (amb nom en clau "Redstone 2") és la tercera gran actualització a Windows 10 i el segon de les 3 importants amb canvis previstos sota els noms en clau de Redstone. La primera compilació es va iniciar primer l'11 d'agost del 2016.
| Llegenda: | Versió antiga | Versió antiga, amb suport | Versió actual | Darrera versió preliminar | Proper llançament |

| Versió Insider Preview de Windows 10: Redstone 2 | Versió Insider Preview de Windows 10: Redstone 2 | Versió Insider Preview de Windows 10: Redstone 2 |
| Versions Branca                                  | Dates de llançament                              | Relacionat |
| ------------------------------------------------ | ------------------------------------------------ | --- |
| 10.0.14901.1000                                  | Anell ràpid: 11 agost 2016                       | Experiencia d'usuari general - Millores generals i estructurals de Windows OneCore - Anunciades les notificacions a l'explorador d'arxius |
| 10.0.14905.1000                                  | Anell ràpid: 17 agost 2016                       | Experiencia d'usuari general - Actualitzat el mode Escàner del Narrador per a la taula de navegació per al suport ara de Ctrl+Alt+Home per anar al principi de la taula i Ctrl+Alt+Fí per anar al final de la taula - Microsoft Edge ara és compatible amb la drecera de teclat Ctrl+O per ajustar l'enfocament a la barra d'adreces Errors reparats - Corregit un problema que causa un gran espai en blanc a aparèixer entre la barra d'adreces i el contingut de la web després que la barra d'adreces es mou de nou a la part superior quan s'obre una nova pestanya en Microsoft Edge - Corregit un problema que resulta en Dibuixos i Croquis pantalla estavellar després de tractar de canviar el color de la tinta dues vegades seguides quan la regla és visible+ |
| 10.0.14915.1000                                  | Anell ràpid: 31 agost 2016                       | Experiencia d'usuari general - Millores generals i estructurals de Windows OneCore - Els PC ara podran descarregar una nova compilació de Vista prèvia d'informació privilegiada, actualitzacions del sistema operatiu i les actualitzacions d'aplicacions a través de l'optimització de lliurament - Ampliar l'àrea seleccionable del menú lateral de connexió al Centre d'Acció Errors reparats - Corregit un problema que causa que el botó d'encesa al menú d'inici no funcioni - Corregit un problema que causa les capacitats de veu de Cortana perquè no funcionin - Corregit un problema en canviar la configuració d'anell no funcionarien - Corregit un problema que causa que l'aplicació de configuració per a bloquejar-se en determinades versions de Windows 10 quan es navega a pàgines diferents configuracions a causa d'un arxiu DLL que falten - Corregit un problema de compatibilitat d'un canvi de plataforma recent que fa que aplicacions com Yahoo Mail, Trivia Crack, Google i la Vista previa del Traductor de Skype fa que les aplicacions es tanquin - Corregit un problema que resulta en alguns iniciats experimentar un retard en la notificació del correu que aparèixer - Corregit un problema pel qual el diàleg "Obrir amb..." de l'enllaç "Buscar una altra aplicació en aquest PC" no funcionava si el diàleg va aparèixer després d'usar el quadre de diàleg "Executar" per obrir un arxiu amb un tipus de fitxer no associat - Corregit un problema pel qual si l'Editor de mètodes d'entrada en xinès està actiu podria donar lloc a iniciar sessió en no tenir èxit després de dispositiu entra en i es desperta de la manera d'espera Connectat - Corregit un problema pel qual per certs llocs web de Microsoft Edge, usant Ctrl+A per seleccionar tot el text i després copiar i tractant d'enganxar en el Bloc de notes no s'enganxa res - Corregit un problema en important els favorits a Microsoft Edge a Internet Explorer fallaria si la carpeta Favorits s'ha redirigit a una altra carpeta, per exemple, “C:\Users\<usuari>\Documents\Favorits” |
| 10.0.14926.1000                                  | Anell ràpid: 14 setembre 2016                    | Experiencia d'usuari general - Afegida la característica de Snooze a Microsoft Edge - Actualitzada la pàgina de configuració de Wi-Fi (mòbil i PC) - L'Aplicació de desinstal·lar l'estat conservat després de l'actualització - En introduir el PIN en els números del teclat serà d'entrada sense importar l'estat de Bloq Num Errors corregits - Corregit un problema problema que causa bloquejar l'Adobe Acrobat Reader quan es llança - Corregit un problema que causa l'aplicació de configuració es bloquegi quan es navega a Configuració > Personalització - Corregit un problema pel qual les icones i el text de Windows no es mostren correctament en alguns dispositius amb processadors Intel Atom (Clovertrail) - Millora d'escala per als jocs a pantalla completa, on la relació d'aspecte no coincideix amb la resolució de pantalla nativa - Corregit un problema pel qual algunes persones experimentarien una pantalla blava després de connectar / desconnectar certs models de Kindle - Millora del rendiment en els llocs web amb els canvis en un gran nombre d'elements HTML que conté el text de millorar l'eficiència corrector ortogràfic - Es va dirigir a la principal causa de problemes de fiabilitat en Microsoft Edge s'executa la Insider Preview - Corregit un problema que resulta en certs enllaços que mostren un favicon per defecte a les pestanyes de Microsft Edge, en lloc del logotip destinat pel al lloc web - Corregit un problema pel qual la icona Wi-Fi a la barra de tasques pot mostrar barres plenes quan es connecta a una xarxa Wi-Fi amb senyal baixa - Corregit un problema que impedia que alguns adaptadors de xarxa sense fils de treballessin - Corregit un problema pel qual el menú de context de l'Explorador d'arxius de “Obrir finestra de comandaments aquí” obre la ruta c:\windows\system32, en lloc de la carpeta desitjada - Corregit un problema potencialment resultant en la barra de tasques ja no oculti automàticament quan una finestra de pantalla completa té el focus                                             |
| 10.0.14931.1000                                  | Anell ràpid: 21 setembre 2016                    | Experiencia d'usuari general - Afegit suport natiu per a la primera versió d'àudio USB 2.0 - Enviar SMS amb l'aplicació de Skype Preview Feedback Hub - Afegirt mode fosc - La retroalimentació original mostra ara en detalls de la retroalimentació - Pàgina de configuració dedicada Aplicació de mapes - Ara segueix les preferències de l'usuari per al tema clar o fosc - Ara els usuaris poden comprovar el trànsit a la localització en qualsevol moment prement la icona de trànsit a la barra d'aplicacions Errors reparats - Els usuaris ja no han d'experimentar una pantalla en negre en signar i canviar a un altre compte d'usuari, a més de ser incapaç d'iniciar sessió en aquest compte - Les aplicacions que es van trencar després d'actualitzar a una nova compilació han de funcionar de nou |

| Versió pública de Windows 10: Redstone 2 | Versió pública de Windows 10: Redstone 2 | Versió pública de Windows 10: Redstone 2 |
| Versions Branca                          | Dates de llançament | Relacionat |
| ---------------------------------------- | --- | --- |
| 10.0.15063.0                             | Anell ràpid: 20 de març del 2017 Anell lent: 23 de març del 2017 Vista previa de llançament: 30 de març del 2017                                    | 4ª compilació en disponibilitat general - Corregit el problema que provocava que a la compilació 15061 Microsoft Edge resultés inusable i es bloquegés de manera habitual. - Corregit el problema on els arxius localitzats i claus de registre associats amb idiomes addicionals no s'instal·larien després d'activar .NET Framework 3.5. |
| 10.0.15063.11                            | Anell ràpid: 31 de març del 2017 Anell lent: 31 de març del 2017 Vista previa de llançament: 31 de març del 2017                                    | Errors reparats - Corregit el problema pel qual els fials de ràdio Bluetooth per tornar a enumerar durant la hibernació/reprendre en els dispositius de Surface - Corregit el problema pel qual McAfee Enterprise causaria una caiguda del sistema quan el controlador del producte està instal·lat en l'acumulació 15060 amb el bloqueig de dispositiu |
| 10.0.15063.13                            | Anell lent: 3 d'abril del 2017 Vista previa de llançament: 3 d'abril del 2017 Llançament públic: 5 d'abril del 2017                                 | Errors reparats - Corregit el problema pel qual les connexions d'impressora de clients que executen versions anteriors de Windows no es connectarien als clients que executen Windows 10 Creators Update - Corregit el problema pel qual alguns dispositius com el Surface Pro 3 podrien quedar atrapats en un bucle sense fi, a causa dels PA Realtek defectuosos que provoquin arribant al màxim d'utilització de la CPU en el dispositiu d'àudio gràfica de Windows aïllant |
| 10.0.15063.14                            | Anell ràpid: 3 d'abril del 2017 Anell lent: 5 d'abril del 2017 Vista previa de llançament: 5 d'abril del 2017 Llançament públic: 5 d'abril del 2017 | Errors reparats - Corregit el problema pel qual els processos no suspendibles aconsegueixen ser suspesos quan el dispositiu es desperta |
| 10.0.15063.138                           | Anell lent: 11 abril 2017 Vista previa de llançament: 11 abril 2017 Llançament públic: 11 abril 2017                                                | Errors reparats - Corregits problemes amb la informació de la zona horària - Actualitzacions de seguretat per a el motor de seqüència, la biblioteca de processament d'imatges libjpeg, Hyper-V, els controladors del nucli de Windows, Adobe Type Manager Font Driver, Internet Explorer, gràfics de components, Serveis de federació d'Active Directory, .NET Framework, Lightweight Directory Access Protocol, Microsoft Edge i Windows OLE                                 |

### Versió 1709 (Fall Creators Update)
Windows 10 Fall Creators Update, o la versió 1709 de Windows 10, amb nom de clau "Redstone 3", és la quarta gran actualització de Windows 10 i la tercera de les quatre principals actualitzacions planificades sota els noms en clau de Redstone. Porta el número de compilació 10.0.16299. La primera vista prèvia es va publicar als Insiders el 7 d'abril de 2017. El llançament final es va posar a disposició dels Windows Insiders el 26 de setembre de 2017, seguit d'un comunicat públic el 17 d'octubre.
| Versions de vista prèvia de la versió 1709 de Windows 10 | Versions de vista prèvia de la versió 1709 de Windows 10                         | Versions de vista prèvia de la versió 1709 de Windows 10 |
| -------------------------------------------------------- | -------------------------------------------------------------------------------- | --- |
| Llegenda:Versió antiga                                   |                                                                                  | |
| Versió                                                   | Dates de llançament                                                              | Destacats |
| 10.0.16170                                               | Anell ràpid:' 7 abril 2017                                                       | - Actualitzada la icona de compartir a l'Explorador de fitxers a la pestanya Compartir per coincidir amb la nova iconografia d'accions - A l'activar l'horari de llum nocturna a Configuració ara fa que la llum nocturna s'apagui immediatament |
| 10.0.16176                                               | Anell ràpid:' 14 abril 2017                                                      | - Suport de dispositius de guanys al Subsistema Linux per a Windows |
| 10.0.16179                                               | Anell ràpid:' 19 abril 2017                                                      | - Capacitat addicional per revertir a les màquines virtuals - Nova característica de regulació d'energia |
| 10.0.16184                                               | Anell ràpid:' 28 abril 2017                                                      | - S'ha afegit "La meva gent" - Nova experiència per als comptes de Gmail a l'aplicació Correu i Calendari |
| 10.0.16188                                               | Anell ràpid:' 4 maig 2017                                                        | - Noves funcions del lector de PDF de Microsoft Edge - S'ha afegit Windows Defender Application Guard per Microsoft Edge a l'edició Enterprise - Nova icona de Ninjacat per al programa d'inici de Windows a l'aplicació Configuració - La configuració de Cortana es va desplaçar a Configuració - Pàgina actualitzada de configuració de la lupa - Diàleg de Windows Update reemplaçat per notificacions emergents |
| 10.0.16193                                               | Anell ràpid:' 11 maig 2017                                                       | - El nom de columna es va canviar per Power Throttling en el Gestor de tasques - S'ha afegit suport per a les aplicacions UWP a Volume Mixer |
| 10.0.16199                                               | Anell ràpid:' 17 maig 2017                                                       | - Noves funcions a l'aplicació "La meva gent" i "Configuració" - Actualitzacions al Narrador - S'han afegit notificacions de trucades entrants creuades amb Cortana |
| 10.0.16212 * recordat                                    | Tots els anells: 1 juny 2017                                                     | |
| 10.0.16215                                               | Anell ràpid:' 8 juny 2017                                                        | - Fluent Design a l'Inici i al Centre d'Accions - Millores a Microsoft Edge, Cortana, teclat de maquinari, Shell, aplicació de configuració, eines de desenvolupament, facilitat d'accés, font japonesa i editor de mètodes d'entrada japonès i xinès - Nou tauler d'escriptura a mà i teclat tàctil basat en XAML                                                                                                   |
| 10.0.16226                                               | Anell ràpid:' 21 juny 2017                                                       | - Noves funcions i millores a Microsoft Edge - Nou convertidor de moneda a l'aplicació Calculadora - Compatibilitat amb Emoji 5.0 i actualitzacions al tauler emoji - Millores al teclat en pantalla, el tauler d'escriptura a mà, Windows Sonic, jocs, l'aplicació de configuració, el Shell, la facilitat d'accés, els professionals de TI i l'editor de mètodes d'entrada en japonès .                            |
| 10.0.16232                                               | Anell ràpid:' 28 juny 2017 Anell lent:' 7 juliol 2017                            | - Millores a Windows Defender Security Center - Nova protecció d'explotació i accés a la carpeta controlada al Windows Defender Security Center |
| 10.0.16232.1004                                          | Anell ràpid:' 6 juliol 2017                                                      | |
| 10.0.16237                                               | Anell ràpid:' 7 juliol 2017 Server: 13 juliol 2017                               | - Millores a Microsoft Edge, Shell de Windows, entrada, jocs de PC, administrador de tasques i Hyper-V |
| 10.0.16241                                               | Anell ràpid:' 13 juliol 2017                                                     | - Millores a Windows Shell, jocs de PC, administrador de tasques, realitat mixta i optimització de lliurament |
| 10.0.16251                                               | Anell ràpid:' 26 juliol 2017 Anell lent:' 2 agost 2017                           | - Noves funcions d'enllaç de telèfon - Millores a Cortana, experiència d'arrencada, entrada, Microsoft Edge i jocs de PC |
| 10.0.16257                                               | Anell ràpid:' 2 agost 2017 Server: 8 agost 2017                                  | - Noves funcions de control ocular - Millores a Microsoft Edge, Consola, entrada i Windows Defender Application Guard |
| 10.0.16267                                               | Server: 22 agost 2017                                                            | |
| 10.0.16273                                               | Anell ràpid:' 23 agost 2017                                                      | - Nova font Bahnschrift - Millores a la Windows Shell, Microsoft Edge i entrada |
| 10.0.16275                                               | Anell ràpid:' 25 agost 2017                                                      | |
| 10.0.16278                                               | Anell ràpid:' 29 agost 2017 Anell lent:' 1 setembre 2017 Server: 5 setembre 2017 | |
| 10.0.16281                                               | Anell ràpid:' 1 setembre 2017                                                    | |
| 10.0.16288                                               | Anell ràpid:' 12 setembre 2017 Anell lent:' 15 setembre 2017                     | |
| 10.0.16291                                               | Anell ràpid:' 19 setembre 2017 Anell lent:' 22 setembre 2017                     | - Nova funció de continuar a Cortana |
| 10.0.16294                                               | Anell ràpid:' 20 setembre 2017                                                   | |
| 10.0.16296                                               | Anell ràpid:' 22 setembre 2017 Anell lent:' 26 setembre 2017                     | |
| Versió                                                   | Dates de llançament                                                              | Destacats |

| Versions públiques de la versió 1709 de Windows 10 | Versions públiques de la versió 1709 de Windows 10 | Versions públiques de la versió 1709 de Windows 10                                                         | Versions públiques de la versió 1709 de Windows 10 |
| -------------------------------------------------- | -------------------------------------------------- | --- | -------------------------------------------------- |
| Llegenda:Versió antiga, amb suportDarrera versió   |                                                    | |                                                    |
| Versió                                             | Codi de l'actualització                            | Dates de llançament                                                                                        | Destacats                                          |
| 10.0.16299                                         |                                                    | Anell ràpid: 26 setembre 2017 Anell lent: 28 setembre 2017                                                 |                                                    |
| 10.0.16299.15                                      |                                                    | Anell ràpid: 2 octubre 2017 Anell lent: 4 octubre 2017 Vista previa de llançament: 10 octubre 2017         |                                                    |
| 10.0.16299.19 Versió 1709                          | KB4043961                                          | Anell lent: 13 octubre 2017 Vista previa de llançament: 13 octubre 2017 Llançament públic: 17 octubre 2017 |                                                    |
| 10.0.16299.64                                      | KB4048955                                          | Vista previa de llançament: 14 novembre 2017 Llançament públic: 14 novembre 2017                           |                                                    |
| Versió                                             | Codi de l'actualització                            | Data de llançament                                                                                         | Destacats                                          |

### Versió 1803 (April 2018 Update)
La versió de Windows 10 1803 (amb nom en clau "Redstone 4") és la cinquena actualització important de Windows 10 i l'última de les quatre principals actualitzacions planificades sota els noms de clau de Redstone. La primera vista prèvia es va publicar als Insiders el 31 d'agost de 2017. Estarà disponible a principis de 2018.
| Versions de vista prèvia de la versió 1803 de Windows 10 | Versions de vista prèvia de la versió 1803 de Windows 10 | Versions de vista prèvia de la versió 1803 de Windows 10 |
| -------------------------------------------------------- | -------------------------------------------------------- | --- |
| Llegenda:Darrera versió preliminar                       |                                                          | |
| Versió                                                   | Dates de llançament                                      | Destacats |
| 10.0.16353                                               | Anell ràpid (Saltar Endavant): 31 agost 2017             | - Introdueix un gest de desplaçament amb dos dits per rebutjar totes les notificacions del Centre d'Accions |
| 10.0.16362                                               | Anell ràpid (Saltar Endavant): 13 setembre 2017          | - Millores a l'experiència d'arrencada, narrador, Windows Shell, Microsoft Edge, jocs i entrada |
| 10.0.17004                                               | Anell ràpid (Saltar Endavant): 27 setembre 2017          | - Elements de Fluent Design a l'Inici - Millores a Microsoft Edge i entrada |
| 10.0.17017                                               | Anell ràpid: 13 octubre 2017                             | - Noves funcions de col·leccions de Cortana - Millora de l'experiència entre Cortana i el Centre d'Accions - Nova configuració d'inici a l'aplicació Configuració                                                                 |
| 10.0.17025                                               | Anell ràpid: 25 octubre 2017 Anell lent: 2 novembre 2017 | - Noves facilitats d'accés a la configuració - Opcions actualitzades per a tasques d'inici - Actualitzada la font Microsoft Yahei                                                                                                 |
| 10.0.17035                                               | Anell ràpid: 8 novembre 2017 Server: 15 novembre 2017    | - Nova funció de compartir amb persones properes - Suggeriments de text per al teclat - Millores a la interfície de Microsoft Edge, configuració, teclat tàctil, tauler d'escriptura a mà, editor de mètodes d'entrada en japonès |
| 10.0.17040                                               | Anell ràpid: 16 novembre 2017                            | - Nova configuració per a pantalles HDR - Millores al teclat tàctil i al panell d'escriptura |
| 10.0.17046                                               | Anell ràpid: 22 novembre 2017                            | - Millores a Microsoft Edge, Windows Shell i l'entrada |
| Versió                                                   | Dates de llançament                                      | Destacats |

### Anell ràpid
El 16 de desembre de 2019, Microsoft va anunciar que Windows Insiders a l'anell ràpid obtindrà compilacions directament de la branca de desenvolupament "RS_PRERELEASE". Les versions publicades des de l'Anell ràpid ja no es corresponen amb una versió específica de Windows 10. El primer dia llançat sota la nova estratègia, la compilació 19536, es va posar a disposició dels Insiders el mateix dia.
| Versions de vista prèvia de la versió de Windows 10: Anell Ràpid | Versions de vista prèvia de la versió de Windows 10: Anell Ràpid | Versions de vista prèvia de la versió de Windows 10: Anell Ràpid |
| ---------------------------------------------------------------- | ---------------------------------------------------------------- | --- |
| Llegenda:Darrera versió preliminar                               |                                                                  | |
| Versió                                                           | Dates de llançament                                              | Destacats |
| 10.0.19536                                                       | Anell ràpid: 16 de desembre de 2019                              | - Afegit suport opcional dels drivers per Windows Update - Re-introdueix el nou IME coreà - Configuració per a grups familiars                                                                                           |
| 10.0.19541                                                       | Anell ràpid: 8 de gener del 2020                                 | - Nova icona a l'àrea de notificacions per a la localització - Afegida l'habilitat per a veure l'arquitectura a la pestanya Detalls a l'administrador de Tasques.                                                        |
| 10.0.19546                                                       | Anell ràpid: 16 de gener de 2020                                 | |
| 10.0.19551                                                       | Anell ràpid: 23 de gener de 2020                                 | |
| 10.0.19555                                                       | Anell ràpid: 30 de gener de 2020                                 | - Correccions per al Subsistema de Windows per a Linux |
| 10.0.19559                                                       | Anell ràpid: 5 de febrer de 2020                                 | |
| 10.0.19564                                                       | Anell ràpid: 12 de febrer de 2020                                | - Actualitzada la pàgina de configuracions dels gràfics a l'aplicació de Configuració |
| 10.0.19564.1005                                                  | Anell ràpid: 12 de febrer de 2020                                | |
| 10.0.19569                                                       | Anell ràpid: 20 de febrer de 2020                                | |
| 10.0.19577                                                       | Anell ràpid: 5 de març del 2020                                  | - Nova política de diagnosi d'informació a l'aplicació de Configuració - Re-dissenyada la icona per a Seguretat de Windows - Millores per a Cortana, arrencada avançada d'aplicacions a l'aplicació Configuració i Inici |
| 10.0.19582                                                       | Anell ràpid: 12 de març del 2020                                 | - Actualitzades les configuracions de control visual a l'aplicació de Configuració |
| 10.0.19587                                                       | Anell ràpid: 18 de març del 2020                                 | - Millores per al Narrador |
| 10.0.19592                                                       | Anell ràpid: 25 de març del 2020                                 | - Re-introduïda la nova experiencia per a tauletes per a ordinadors convertibles |
| 10.0.19603                                                       | Anell ràpid: 8 d'abril de 2020                                   | - Explorador de fitxers integrat al Subsistema de Windows per a Linux - Afegides les noves recomanacions de neteja a la configuració d'emmagatzematge                                                                    |
| 10.0.19608                                                       | Anell ràpid: 15 d'abril de 2020                                  | - Nova experiencia per a les aplicacions per defecte a l'aplicació de Configuració |
| 10.0.19608.1006                                                  | Anell ràpid: 17 d'abril de 2020                                  | |
| 10.0.19613                                                       | Anell ràpid: 22 d'abril de 2020                                  | |
| 10.0.19613.1005                                                  | Anell ràpid: 27 d'abril de 2020                                  | |
| Versió                                                           | Data(es) de llançament                                           | Destacats |

## Historial a la versió Mobile

### Versió 1511 (November update)
La versió 1511 de Windows 10 (compilació 10.0.10586), amb nom en clau"Threshold", és el primer alliberament por a Windows 10 Mobile.
| Llegenda: | Versió antiga | Versió antiga, amb suport | Versió actual | Darrera versió preliminar | Proper llançament |

| Versió Insider Preview de Windows 10 Mobile: Threshold 1 | Versió Insider Preview de Windows 10 Mobile: Threshold 1 | Versió Insider Preview de Windows 10 Mobile: Threshold 1 |
| Versió                                                   | Dates de llançament                                      | Notes |
| -------------------------------------------------------- | -------------------------------------------------------- | --- |
| 9941.12498                                               | 12 de febrer de 2015                                     | Interfície d'usuari - El fons de pantalla de la pantalla inicial es mostra darrere de teules translúcides en comptes de dins d'ells. - Les rajoles a temps real poden ser més grans. - Disseny actualitzat per als menús contextuals. Experiència d'usuari general - Possibilitat d'ampliar notificacions - Notificacions de recurs - El Centre d'Acció amb configuracions addicionals i mateix disseny a través dels dispositius Windows 10 - La llista d'aplicacions s'ha redissenyat amb el paper pintat com a fons, les aplicacions instal·lades recents a la part superior i la capacitat de recerca d'aplicacions - El teclat conté un punter virtual que s'adhereix a la selecció del text i un botó d'entrada de veu. - Les notificacions es sincronitzen amb altres dispositius amb Windows 10. - En el moment de prémer i mantenir qualsevol part del Centre d'Acció et porta a la respectiva configuració. - Recordatori dels propers esdeveniments del calendari quan s'apaga el dispositiu. Característiques de seguretat - Opció de xifrat de dispositius Aplicacions - Nova aplicació de l'explorador darxius - Motor de renderitzat desenvolupat en Microsoft Edge allotjada a Internet Explorer - Aplicació de càmera estàndard canvia perquè coincideixi amb la funcionalitat i l'aparença de l'aplicació de Lumia Camera. Aplicacions "universals" - Aplicació d'alarma, afegeix rellotge mundial, temporitzador i cronòmetre. - Aplicació Calculadora inclou un conversor d'unitats. - Aplicació de Fotos té sincronització amb OneDrive, col·leccions i millores fotogràfiques automàtiques. - Aplicació de Configuració té la mateixa classificació i disseny que altres dispositius amb Windows 10. - Aplicació de gravadora de sons implementada. |
| 10.0.12534.56 (Build 10051)                              | 10 d'abril de 2015                                       | Experiència d'usuari general - El teclat es pot fer més petit i desplaçar cap a l'esquerra o cap a la dreta de la pantalla per utilitzar-lo amb una sola mà en pantalles grans. - Les notificacions LED són suportades per aplicacions individuals. - Es suportat el llapis i la ploma d'escriure. - Possibilitat d'entrada de veu en quasi qualsevol camp de dades. - Possibilitat d'eliminar el comte de Microsoft sense restablir el dispositiu - Possibilitat per l'estalvi de bateria en qualsevol moment des del 60% fins al 5% de bateria. - Smart dialing - Aplicacions actualitzades amb un moviment d'esquerra a dreta, enregistra fins a 15 aplicacions utilitzades recentment i el nou disseny de la quadrícula per a dispositius de pantalla gran. Característiques de seguretat - Permisos d'aplicacions per la localització Aplicacions de Windows - Aplicació de Mapes amb les dades de Here Maps, la integració de Cortana, turn-by-turn navigation. - Aplicació de Música amb sincronització de OneDrive de música i llistes de reproducció - Aplicacions Outlook Mail i Outlook Calendar afegides - Aplicació People que afegeix persones a través de les xarxes socials i es sincronitzen entre els dispositius Windows 10. - Aplicacions de Telèfon i Missatgeria - Una nova aplicació de navegador web (amb sobrenom"Project Spartan") |
| 10.0.12534.59 (Build 10052)                              | 21 d'abril de 2015                                       | Correcció d'errors - Aplicació del visor de la càmera - Desactivar les connexions de dades - Descàrrega de teclats en altres idiomes - Introducció del codi PIN correcte es congelaria alguns telèfons - Mode de vol - La configuració de MMS es perden durant la instal·lació de la vista prèvia |
| 10.0.12562.84 (Build 10080)                              | 14 de maig de 2015                                       | Interfície d'usuari - Nous colors d'accent - Nova animació de rajoles en viu - Ajust de transparència de fons - Rajoles transparents amb fons dins com a Windows Phone 8.1 Experiència d'usuari general - Canviar idioma del teclat lliscant la barra d'espai - Pulsació llarga en lletres QWERTZUIOP per l'accés als números Noves tecnologies suportades - Dispositius senyaladors Aplicacions de Windows - Aplicació d'Introducció - Office per Windows 10, inclou Excel, OneNote, PowerPoint, i Word. - Vista prèvia de Música - Vista prèvia de Video - Windows Store beta - Aplicació Xbox |
| 10.0.12634.131 (Build 10136)                             | 16 de juny de 2015                                       | Interfície d'usuari - Totes les aplicacions de carta 'salta' botons són majúscules en comptes de minúscules - Moltes millores d'interfície d'usuari - En la configuració de la vista d'Split en mode horitzontal en pantalles majors. Experiència d'usuari general - El 3G és l'única configuració per la connexió ràpida - Millores de Cortana. - Funció d'Accessibilitat per a dispositius de 5" i superior, premeu i mantingueu pressionat el botó de Windows per a la pantalla llisqui cap avall - La caixa de cerca ha reemplaçat el botó de cerca a la part superior de la llista de totes les aplicacions - L'estalviador de bateria ara mostra informació detallada a l'ús de la bateria d'una sol·licitud relativa a la il·luminació de la pantalla, que executa el processador o la transferència de dades. - La capacitat d'activar i desactivar les còpies de seguretat a Onedrive per aplicacions individuals. "Project Spartan" - S'elimina Internet Explorer Mobile - Mode InPrivate - Els llocs segurs estan marcats amb una insígnia - Vídeos a pantalla completa - Un "Guardar com" opció per a imatges del web per convertir imatges en .png o .jpg. Noves tecnologies suportades - Punt VPN a punt Protocol de Túnels (PPTP) i Secure Socket Protocol de Túnels (SSTP) - Estabilització de vídeo digital |
| 10.0.12648.133 (Build 10149)                             | 25 de juny de 2015                                       | Interfície d'usuari - Icones i gràfics actualitzats (inclosos els controls visuals) Experiència d'usuari general - Alternar la llanterna al centre de notificació - Les hores de silenci permet al bloc de notes de Cortana - Opció per mostrar panells de notificació a la pantalla de bloqueig - Límit de descàrrega en les xarxes 3G eliminat Aplicacions de Windows - "Project Spartan" - "Project Spartan" cambia el nom a Microsoft Edge - Microsoft Edge inclou l'opció per veure les pàgines web en mode "escriptori" o "mòbil" - Barra d'adreces de Microsoft Edge es va traslladar a la part inferior de la pantalla - Copia de seguretat automàtica de les fotos de la càmera està ara habilitat per l'aplicació d'OneDrive - Ara suporta imatges .gif - Fotos mostra ara àlbums (rotllo de la càmera, captures de pantalla, guarda fotos) Noves tecnologies suportades - L'aplicació de la càmera incorporada suporta ara la detecció de rostres - HTTP Live Streaming |
| 10.0.10666.0 (Build 10166)                               | 10 de juliol de 2015                                     | Experiència d'usuari general - L'eliminació del Windows Phone Store - "Universal" Windows Store és fora de beta - La iIcona de la bateria en el Centre d'Acció és ara més gran Seguretat - Els usuaris que van oblidar el seu PIN ara se li demana que introdueixi "A1B2C3" en comptes de ser exclòs dels seus telèfons mòbils que requereixen un restabliment complet - Possibilitat de canviar el PIN amb Microsoft representa després de 5 intents fallits Correcció d'errors - Compatibilitat d'aplicacions ha estat millorada - Millora de la fiabilitat de descàrregues d'aplicacions i actualitzacions de la botiga - Falta de pantalla de migració post-reinici en actualitzar ha estat re-implementat |
| 10.0.10512.1000 (Build 10512)                            | 12 d'agost de 2015                                       | Experiència d'usuari general - Ara els usuaris poden ajustar la imatge de la pantalla i el fons de bloqueig des de l'aplicació Fotos. - Les millores en el disseny de la rajola de cantonada del noi. - Millora de la fiabilitat de les notificacions de les Data Sense. Correcció d'errors - Millora general de l'estabilitat i el rendiment general. - S'ha solucionat un problema pel qual les aplicacions instal·lades en targetes SD no funcionaven després de reiniciar. - La millora de les entrades letons i xinesos. - Modificat l'algoritme d'escriptura Forma de ser menys agressiu en suggerir noms dels contactes més paraules comunes. - Resolt un problema pel qual la càmera no es posa en marxa quan el telèfon estava tancat. - S'ha solucionat un problema pel qual les notificacions per als missatges de text entrants no apareixien. - S'ha solucionat un problema pel qual la pantalla tàctil no respondria després d'acabar una trucada telefònica en alguns dispositius. - S'ha solucionat un problema pel qual les rajoles de carpetes, òbviament, han superposició de text. - Més de 2.000 altres correccions d'errors. |